# 고려대장경

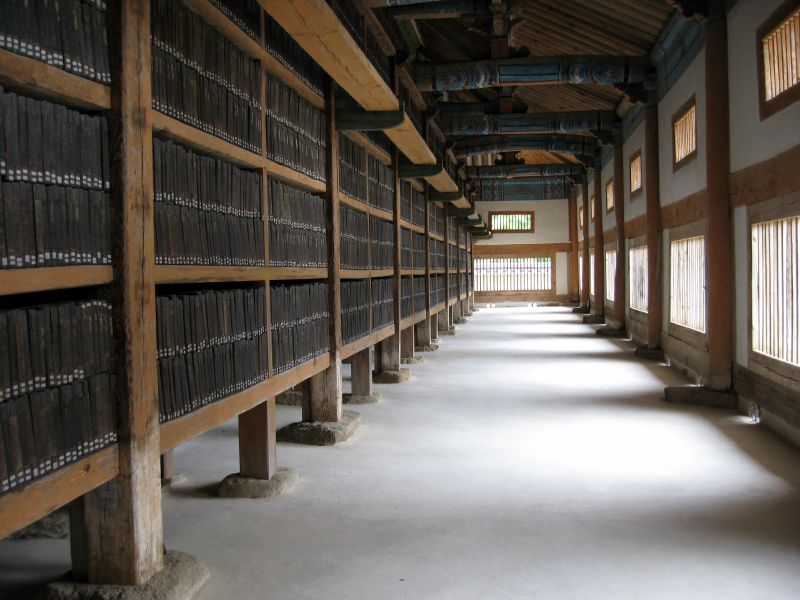

《고려 대장경(高麗大藏經)》은 고려에서 간행한 대장경을 이르며 다음과 같다.
- 《초조대장경(初雕大藏經)》
- 《속대장경(續大藏經)》
- 《팔만대장경(八萬大藏經)》위치[합천해인사

이때 주의할 점은 각각의 대장경과 대장경판이 다른 물건, 곧 다른 문화재라는 점이다.

## 배경
고려대장경은 고려 때 외침을 막고자 간행한 불경이다. 간행 횟수는 대장경 2회와 속대장경 1회까지 합하여 총 3회이다.
고구려를 기억하려는 의미로 정하여진 국호, 고려는 남조(통일 신라)의 전통을 거의 그대로 이은 귀족 문화를 가졌으며, 북방의 북조(발해)의 성립과 별도로, 후삼국을 군사적 대립과 복속으로 통일하였기 때문에, 문반과 무반의 차이를 문화의 특징으로 규정하지 않았다는 것이 맞다고 보아야 할 것이다. 불교에 바탕한 각 호족들과 그 사병 집단들의 느슨한 연합 구조가 유지되던 가운데, 거란과 몽고에서 시작된 북방의 유목 부족 국가들 간의 통일 전쟁으로 침입을 받게 되면서, 부처에 대한 믿음으로 나라의 안전을 꾀하려 하였다. 이것이 방대한 대장경의 간행 사업으로 나타났는데, 이는 제1차 대장경 간행, 제2차 대장경 간행으로 크게 둘로 나눌 수 있다. 1963년~1965년 해인사에서 1,339권으로 전판을 영인하였다.

## 제1차 대장경 간행
제1차 때 간행한 대장경은 흔히 《초조대장경(初雕大藏經)》이라고 불리는 《초판고본대장경(初版古本大藏經)》과 《속대장경(續大藏經)》으로 나눈다.

### 초조대장경
요나라(거란)의 침입을 받아 곤경에 있을 때 불심(佛心)으로 그것을 물리치기 위하여 간행에 착수하였다.
현종 때부터 문종 때에 걸쳐 완성되었다. 대구의 부인사(符仁寺 : 지금은 없음)에 도감(都監)을 두고, 《대반야경》 6백 권, 《화엄경》, 《금광명경》, 《묘법연화경》 등 6천여 권을 목판에 새겨 만들었다.
이 《초조대장경》은 1232년(고종 19) 몽골의 침입을 받아 병화(兵火)로 없어졌고, 약간 남아 있는 것은 일본 교토 난젠지(南禪寺. 南禅寺. 남선사)에 1,715권이 전하고 있을 뿐이다,

### 교장
《교장(敎藏)》은 부처님의 말씀인《대장경》이 아닌, 여러 불교 교파의 교리를 정리한 장서이다. 이전의 초조대장경의 주석도 포함되어 있기에, 《속대장경(續大藏經)》 또는 《의천의 속장경》이라고도 부른다.
대각국사 의천이 송나라에 다녀오면서 수집해 온 불서 · 불경과 요나라·일본에서 수집한 것을 모아서 4,700여 권을 수집하였다. 1073년(문종 27)부터 1090년(선종 7)까지 수집한 불경의 총 목록을 작성하여 《신편제종교장총록(新編諸宗敎藏總錄)》이라 했다. 이 목록에 따라 차례대로 목판에 새겨 만들었다. 흥왕사(興王寺)에 교장도감을 두고 1096년(숙종 1)에 완성하였다.
이는 모두 1,010부 4,740여 권이며, 개풍군 흥왕사(興王寺)에 두었던 것이 1232년(고종 19년) 몽골과의 병화(兵火)로 없어졌으나, 《속장경》의 인쇄본 일부와 목록인 《신편제종교장총록》이 순천 송광사에 《대반열반경소(大般涅槃經疏)》 중 제9권과 제10권이 있고, 고려대학교 도서관에 《천태사교의》, 일본 나라(奈良) 도다이사(東大寺)에 《화엄경수소연의초(華嚴經隨疏演義鈔)》 40권, 나고야 신후구사(眞福寺)에 《석마하연론통현초(釋摩詞衍論通玄鈔)》 4권이 전해 온다.

## 제2차 대장경 간행
이는 《팔만대장경》의 조조(雕造: 목판에 새겨 만듦)를 말하는 것인데, 몽골의 침입을 받아 강화도(江華島)에 피난 중 그 병화(兵禍)를 불심으로 막아내고자 한 것이었으며, 또한 제1차 간행 조판(組版)이 없어졌기 때문에 대장경의 제작이 시급하였다.
1236년(고종 23)에 착수하여 1251년(고종 38)에 완성을 보았는데 총 81,137장으로 지금 경상남도 합천군 해인사에 조판이 보관되어 있다. 《팔만대장경》은 일본의 《다이쇼 신수 대장경(大正新修大藏經)》의 저본(底本)이었으며, 동국대학교에서 영인본이 나왔다.

## 고려대장경 저자
대장경은 경, 율, 논 3장으로 구성되어 있다.
이 중 고타마 싯타르타의 말씀을 기록한 것을 ‘경’, 수행자들이 지켜야 할 내용을 '율', 후대의 학자들이 기록한 글을 ‘논’이라고 한다.
고려대장경은 전해진 부처님 말씀을 기록한 것이 대부분이지만, 100명이 넘는 다른 저자들의 글도 포함되어 있다.
저자별로 분류해보면 인도 61, 중국 41, 한국 7 등 109명(팀)이 만든 ‘글’로 나누어 볼 수 있다.
활동시기별 저자와 고려대장경에 포함된 경전 수와 대표적인 저술을 하나의 표로 정리해서 아래에 제시했다.
제목이 불설(붓다의 가르침)로 시작하는 경전이 611개, 따로 저자명이 없는 경전이 664개 정도 된다.
불교학술원 사이트나 네이버에 검색해도 저자의 활동 시대가 잘 검색이 안 되는 경우에는 빈칸으로 기록하였다.

<표> 고려대장경 저자 109명 (활동시기별)
| 번호 | 활동시대                         | 저자                                                       | 고려대장경에 수록된 경전수                 | 대표 저서 (고려대장경 번호/ 경전명)                                      |
| 1    | BC 563년경 ~ BC 483년경          | 고타마 싯다르타 (붓다) Gautama Siddhārtha                  | 제목이 '불설'로 시작 611개 저자 미상 664개 | 648. 중아함경 (中阿含經)                                                 |
| 2    |                                  | 마하 마우드갈리아야나 Maha māudgaliyāyana (目乾連, 목건련) | 1개 12권                                   | 945. 아비달마법온족론 (阿毘達磨法蘊足論)                                 |
| 3    |                                  | 카탸야나 Katyāyana (迦旃延子, 가전연자)                    | 2개 90권                                   | 943. 아비담팔건도론 (阿毘曇八犍度論)                                     |
| 4    |                                  | 사리 푸트라 Sariputra (舍利子, 사리자)                     | 1개 20권                                   | 946. 아비달마집이문족론 (阿毘達磨集異門足論)                             |
| 5    | 불멸후 100년                     | 데바 샤르만 Devaśarmān (提婆設摩 제바설마)                 | 1개 16권                                   | 947. 아비달마식신족론 (阿毘達磨識身足論)                                 |
| 6    |                                  | 카탸야니 kātyāyanī (迦多衍尼子 가다연니자)                 | 1개 20권                                   | 944. 아비달마발지론 (阿毘達磨發智論)                                     |
| 7    | 정량부 법사                      | 붓다 트라타 Buddhatrāta (佛陀多羅多 불타다라다)            | 1개 1권                                    | 942. 율이십이명료론 (律二十二明了論)                                     |
| 8    | 부법장 9대                       | 붓다 미트라 Buddhamitra (佛陀蜜多 불타밀다)                | 1개 1권                                    | 1006. 오문선경 요용법 (五門禪經要用法)                                   |
| 9    | 불멸후 500 또는 700년            | 다르모 타라 Dharmottara (法勝 법승)                        | 2개 10권                                   | 959. 아비담심론 (阿毘曇心論)                                             |
| 10   | 1~2세기                          | 아슈바 고샤 Aśvaghoṣa (馬鳴 마명)                          | 9개 47권                                   | 980. 불소행찬 (佛所行讚)                                                 |
| 11   | 1~2세기                          | 바수 미트라 Vasumitra (世友 세우)                          | 6개 45권                                   | 963. 존바수밀보살소집론 (尊婆須蜜菩薩所集論)                             |
| 12   | 2세기                            | 마트리 체타 Mātŗceta (摩咥里制吒 마희리제타, 母兒 모아)    | 1개 1권                                    | 1024. 일백오십찬불송 (一百五十讚佛頌)                                    |
| 13   | 2세기                            | 아리아 슈라 Āryasūra (聖勇 성용, 大勇菩薩 대용보살)        | 1개 1권                                    | 1044. 분별업보약경 (分別業報略經)                                        |
| 14   | 2세기 중엽                       | 오백대아라한 Arahat (五百大阿羅漢)                         | 2개 260권                                  | 951. 아비담 비바사론 (阿毘曇毘婆沙論)                                    |
| 15   | 150~ 250 추정                    | 나가르주나 Nāgārjuna (龍樹, 용수)                          | 22개 185권                                 | 630. 회쟁론 (廻諍論)                                                     |
| 16   | 170~270                          | 데바 Deva (聖天 성천, 提婆 제바 )                          | 7개 18권                                   | 581. 백론 (百論)                                                         |
| 17   | 150~250                          | 우파티사 Upatissa (優波底沙우파저사, 大光대광)             | 1개 12권                                   | 968. 해탈도론 (解脫道論)                                                 |
| 18   | 불멸 700년                       | 상가 락샤 Saṅgharakṣa (僧伽羅刹, 승가라찰)                 | 3개 11권                                   | 985. 승가라찰소집경 (僧伽羅刹所集經)                                     |
| 19   |                                  | 상카라스바민 Śaṅkarasvāmin (商羯羅主菩薩 상갈라주보살)     | 1개 1권                                    | 607. 인명입정리론 (因明入正理論)                                         |
| 20   |                                  | 울란가 Ullangha (鬱楞迦 울능가)                            | 2개 2권                                    | 641. 연생론 (緣生論)                                                     |
| 21   |                                  | 수다 마티 Śuddhamati (淨意 정의)                           | 1개 1권                                    | 646. 십이인연론 (十二因緣論)                                             |
| 22   |                                  | 바이사캬 Vaiśākhyā (毘舍佉, 비사거)                        | 1개 3권                                    | 925. 근본설일체유부 비나야 송 (根本說一切有部毗奈耶頌)                   |
| 23   |                                  | 지나 미트라 Jinamitra (勝友 승우)                          | 1개 14권                                   | 934. 근본살바다부율섭 (根本薩婆多部律攝)                                 |
| 24   |                                  | 우파 산타 Upaśanta (優波扇多 우바선다)                     | 1개 6권                                    | 958. 아비담심론경 (阿毘曇心論經)                                         |
| 25   |                                  | 고샤 Ghoṣa (瞿沙 구사, 妙音 묘음)                          | 1개 2권                                    | 961. 아비담감로미론 (阿毘曇甘露味論)                                     |
| 26   |                                  | 바수 바드라 Vasubhadra (산현,山賢)                         | 2개 5권                                    | 965. 삼법도론 (三法度論)                                                 |
| 27   |                                  | 카탸야니 푸트라 Kātyāyanīputra (尸陀槃尼, 시타반니)        | 1개 14권                                   | 971. 비바사론 (鞞婆沙論)                                                 |
| 28   |                                  | 바수 바르마 Vasuvarma (婆藪跋摩, 바수발마)                 | 1개 4권                                    | 974. 사제론 (四諦論)                                                     |
| 29   |                                  | 마티 찬드라 Maticandra (慧月, 혜월)                        | 2개 2권                                    | 1046. 대아라한 난제밀다라 소설 법주기 (大阿羅漢難提蜜多羅所說法住記)     |
| 30   |                                  | 서토현성(西土賢聖)                                         | 1개 1권                                    | 1225. 불삼신찬 (佛三身讚)                                                |
| 31   |                                  | 서방현성(賢聖)                                             | 1개 1권                                    | 1414. 성관자재보살공덕찬 (聖觀自在菩薩功德讚)                            |
| 32   |                                  | 선적(善寂)                                                 | 1개 2권                                    | 1430. 집제법보최상의론 (集諸法寶最上義論)                                |
| 33   |                                  | 붓다 스리즈나나 Buddhaśrījñana (覺吉祥智 각길상지)         | 1개 2권                                    | 1435. 집대승상론 (集大乘相論)                                            |
| 34   |                                  | 트리라트나다사 Triratnadāsa (三寶尊, 삼보존)               | 1개 4권                                    | 1459. 불모반야바라밀다원집요의석론 (佛母般若波羅蜜多圓集要義釋論)        |
| 35   |                                  | 캄발라 Kambala (勝德赤衣, 승덕적의)                        | 1개 2권                                    | 1478. 성불모반야바라밀다구송정의론 (聖佛母般若波羅蜜多九頌精義論)        |
| 36   |                                  | 아발로키타심하 Avalokitasiṁha (觀無畏 관무외)              | 1개 10권                                   | 1494. 제법집요경 (諸法集要經)                                            |
| 37   | 4세기                            | 다르마 트라타 Dharmatrāta (法救,법구)                      | 5개 21권                                   | 960. 잡아비담심론 (雜阿毘曇心論)                                         |
| 38   | 4세기                            | 하리 바르만 Harivarman (訶梨跋摩, 하리발마)                | 1개 16권                                   | 966. 성실론 (成實論)                                                     |
| 39   | 4세기                            | 핑갈라 Piṅgala (靑目,청목)                                 | 1개 4권                                    | 577. 중론 (中論)                                                         |
| 40   | 350~430년 추정                   | 마이트레야 Maitreya (彌勒 미륵, 慈氏 자씨)                 | 8개 109권                                  | 598. 결정장론 (決定藏論)                                                 |
| 41   | 300~390년 추정                   | 아상가 Asaṅga (無着 무착, 阿僧伽 아승가)                   | 13개 73권                                  | 591. 섭대승론 (攝大乘論)                                                 |
| 42   | 302~400년 추정                   | 바수반두 Vasubandhu (世親 세친)                            | 34개 143권                                 | 608. 유식이십론 (唯識二十論)                                             |
| 43   | 바수반두(세친)(302~400)과 동시대 | 스칸딜라 Skandhila (塞建陀羅, 새건다라)                    | 1개 2권                                    | 964. 입아비달마론 (入阿毘達磨論)                                         |
| 44   | 342~423년동진                    | 법현 法顯                                                  | 2개 2권                                    | 1073. 고승법현전 (高僧法顯傳)                                            |
| 45   | 384~417년                        | 도략 道略                                                  | 1개 1권                                    | 1016. 잡비유경 (雜譬喩經)                                                |
| 46   | 463년                            | 승거 僧璩                                                  | 1개 1권                                    | 920. 십송갈마비구요용 (十誦羯磨比丘要用)                                 |
| 47   | 5세기 전반활동                   | 상가세나 Saṅghasena (僧伽斯那 승가사나)                    | 2개 7권                                    | 987. 백유경 (百喩經)                                                     |
| 48   | 5세기                            | 붓다고샤 Buddhaghosa (佛音 불음)                           | 1개 18권                                   | 938. 선견율비바사 (善見律毗婆沙)                                         |
| 49   | 5세기경                          | 상가바드라 Saṅghabhadra (僧伽跋陀羅 승가발타라, 衆賢 중현) | 2개 120권                                  | 956. 아비달마순정리론 (阿毘達磨順正理論)                                 |
| 50   | 나가르주나(용수)~달마급다 사이   | 자재(自在)                                                 | 1개 6권                                    | 585. 보리자량론 (菩提資糧論)                                             |
| 51   | 464~549년 (양)                   | 제대법사(양나라의 여러 승려)                               | 1개 10권                                   | 1512. 자비도량참법 (慈悲道場懺法)                                        |
| 52   | 445~518년                        | 승우 僧祐                                                  | 3개 34권                                   | 1080. 홍명집 (弘明集)                                                    |
| 53   | 467~527년(양)                    | 승민 僧旻                                                  | 1개 50권                                   | 1050. 경율이상 (經律異相)                                                |
| 54   | 522년(양)                        | 명휘 明徽                                                  | 1개 1권                                    | 905. 오분비구니계본 (五分比丘尼戒本)                                     |
| 55   | 497~554년                        | 혜교 慧皎                                                  | 1개 14권                                   | 1074. 고승전 (高僧傳)                                                    |
| 56   | 516년                            | 보창 寶唱                                                  | 2개 54권                                   | 1086. 비구니전 (比丘尼傳)                                                |
| 57   | 용수이후                         | 구나다 Guṇada (功德施, 공덕시)                             | 1개 2권                                    | 559. 금강반야바라밀경파취착불괴가명론 (金剛般若波羅蜜經破取着不壞假名論) |
| 58   | 480~540                          | 딕나가 Dignāga (陳那 동수, 大域龍 대역룡, 陳那 진나)       | 10개 13권                                  | 606. 인명정리문론본 (因明正理門論本)                                     |
| 59   | 490년경-570년경                  | 니르데사프라바 Nirdeśāprabha (分別明, 분별명)              | 1개 15권                                   | 578. 반야등론석 (般若燈論釋)                                             |
| 60   | 490년경-570년경                  | 바바비베카 Bhavaviveka (淸辯 청변)                         | 1개 2권                                    | 620. 대승장진론 (大乘掌珍論)                                             |
| 61   | 5~6세기                          | 구나마티 Guṇamati (德慧, 덕혜)                             | 1개 1권                                    | 962. 수상론 (隨相論)                                                     |
| 62   | 470~550년 추정                   | 스티라마티 Sthiramati (堅慧 견혜, 安慧,안혜, 견의보살)     | 7개 43권                                   | 576.대승아비달마잡집론 (大乘阿毘達磨雜集論)                              |
| 63   | 530 ~ 561                        | 다르마팔라 Dharmapāla (護法, 호법)                         | 4개 26권                                   | 614. 성유식론 (成唯識論)                                                 |
| 64   | 호법(護法: 530~561)의 제자       | 지나푸트라 Jinaputra (最勝子, 최승자)                      | 1개 1권                                    | 575. 유가사지론석 (瑜伽師地論釋)                                         |
| 65   | 호법(護法: 530~561)의 제자       | 반두프라바 Bandhuprabha (親光 친광)                        | 1개 7권                                    | 554. 불지경론 (佛地經論)                                                 |
| 66   | 6세기                            | 아스바바바 Asvabhāva (無性 무성)                           | 1개 10권                                   | 595. 섭대승론석 (攝大乘論釋)                                             |
| 67   | 597년(수)                        | 보귀 寶貴                                                  | 1개 8권                                    | 128. 합부금광명경 (合部金光明經)                                         |
| 68   | 594년                            | 법경 法經                                                  | 1개 7권                                    | 1054. 중경목록 (衆經目錄)                                                |
| 69   | 597년(수)                        | 비장방 費長房                                              | 1개 15권                                   | 1055. 역대삼보기 (歷代三寶記)                                            |
| 70   | 572~640년(당)                    | 법림 法琳                                                  | 2개 10권                                   | 1076. 변정론 (辯正論)                                                    |
| 71   | 602~668                          | 지엄 智儼                                                  | 1개 5권                                    | 1506. 대방광불 화엄경 수현분 제통지방궤 (大方廣佛華嚴經搜玄分齊通智方軌) |
| 72   | 596~667년                        | 도선 道宣                                                  | 10개 85권                                  | 1070. 도선율사감통록 (道宣律師感通錄)                                    |
| 73   | 602년 추정~664년                 | 현장 玄奘                                                  | 1개 12권                                   | 1065. 대당서역기 (大唐西域記)                                            |
| 74   | 665년                            | 정매 靖邁                                                  | 1개 7권                                    | 1059. 고금역경도기 (古今譯經圖紀)                                        |
| 75   | 당고종시대                       | 현응 玄應                                                  | 1개 25권                                   | 1063. 일체경음의 (一切經音義)                                            |
| 76   | 615~미상                         | 혜립 慧立                                                  | 1개 10권                                   | 1071. 대당 대자은사 삼장법사전 (大唐大慈恩寺三藏法師傳)                  |
| 77   | 662년                            | 언종 彦悰                                                  | 2개 9권                                    | 1068. 집사문불응배속등사 (集沙門不應拜俗等事)                            |
| 78   | 617~686년                        | 원효 元曉                                                  | 1개 3권                                    | 1501. 금강삼매경론 (金剛三昧經論)                                        |
| 79   | 625~702년                        | 의상 義湘                                                  | 1개 2권                                    | 1502. 법계도기총수록 (法界圖記叢髓錄)                                    |
| 80   | 미상~683년(당)                   | 도세 道世                                                  | 2개 120권                                  | 1052. 제경요집 (諸經要集)                                                |
| 81   | 634~707년                        | 회소 懷素                                                  | 2개 6권                                    | 923. 승갈마 (僧羯磨)                                                     |
| 82   | 705년                            | 현의 玄嶷                                                  | 1개 3권                                    | 1078. 견정론 (甄正論)                                                    |
| 83   | 635~713년                        | 의정 義淨                                                  | 5개 9권                                    | 1082. 남해기귀내법전 (南海寄歸內法傳)                                    |
| 84   | 643~712                          | 법장 法藏                                                  | 1개 20권                                   | 1513. 화엄경탐현기 (華嚴經探玄記)                                        |
| 85   | 664                              | 정태 靜泰                                                  | 1개 5권                                    | 1056. 중경목록 (衆經目錄)                                                |
| 86   | 635~730년                        | 이통현 李通玄                                              | 1개 40권                                   | 1263. 신화엄경론 (新華嚴經論)                                            |
| 87   | 의정(635~713) 당시 인물          | 사캬 키르티 Śakyakīrti (釋迦稱 석가칭)                     | 1개 1권                                    | 634. 수장론 (手杖論)                                                     |
| 88   | 당의 무측천시대                  | 미트라 산타 Mitraśānta (寂友 적우, 미타산)                 | 1개 3권                                    | 1443. 불길상덕찬 (佛吉祥德讚)                                            |
| 89   | 7~8세기                          | 산티데바 Santideva (法稱 법칭) Santi-varma(본명)           | 1개 25권                                   | 1488. 대승집보살학론 (大乘集菩薩學論)                                    |
| 90   | 8세기                            | 까말라실라 Kamalaśīla (蓮華戒 연화계)                      | 1개 4권                                    | 1449. 광석보리심론 (廣釋菩提心論)                                        |
| 91   | 당중종(656~710년)활동            | 애동 愛同                                                  | 2개 2권                                    | 916. 미사색갈마본 (彌沙塞羯磨本)                                         |
| 92   | 681년                            | 복례 復禮                                                  | 1개 3권                                    | 1079. 십문변혹론 (十門辯惑論)                                            |
| 93   | 695년                            | 명전 明佺                                                  | 1개 15권                                   | 1058. 대주간정 중경목록 (大周刊定衆經目錄)                               |
| 94   | 673~743년 추정                   | 혜원 慧苑                                                  | 1개 2권                                    | 1064. 신역 대방광불 화엄경 음의 (新譯大方廣佛華嚴經音義)                 |
| 95   | 730년                            | 지승 智昇                                                  | 4개 24권                                   | 1062. 개원석교록 (開元釋敎錄)                                            |
| 96   | 794년                            | 원조 圓照                                                  | 2개 33권                                   | 1398. 대당 정원 속개원석교록 (大唐貞元續開元釋敎錄)                      |
| 97   | 737~820                          | 혜림 慧琳                                                  | 1개 100권                                  | 1498. 일체경음의 (一切經音義)                                            |
| 98   | 931년(오대,五代)                 | 가홍 可洪                                                  | 1개 30권                                   | 1257. 신집장경음의수함록 (新集藏經音義隨函錄)                            |
| 99   | 904~975년                        | 연수 延壽                                                  | 1개 100권                                  | 1499. 종경록 (宗鏡錄)                                                    |
| 100  | 946년                            | 항안 恒安                                                  | 1개 1권                                    | 1399. 대당 보대 을사세 속 정원석교록 (大唐保大乙巳歲續貞元釋敎錄)        |
| 101  | 952년                            | 문등 文僜                                                  | 1개 20권                                   | 1503. 조당집 (祖堂集)                                                    |
| 102  | 923~973년(고려)                  | 균여 均如                                                  | 4개 16권                                   | 1507. 십구장원통기 (十句章圓通記)                                        |
| 103  | 939~997년(북송)                  | 태종 太宗                                                  | 4개 71권                                   | 1261. 어제연식 (御製緣識)                                                |
| 104  | 11세기말 활동                    | 희린 希麟                                                  | 1개 10권                                   | 1497. 속일체경음의 (續一切經音義)                                        |
| 105  | 1213년                           | 왕자성 王子成                                              | 1개 10권                                   | 1511. 예념미타도량참법 (禮念彌陀道場懺法)                                |
| 106  | 1178∼1234년                      | 혜심 慧諶                                                  | 1개 30권                                   | 1505. 선문염송집 (禪門拈頌集)                                            |
| 107  | 13세기 초                        | 단용 연선사 (端龍 連禪師)(고려)                            | 1개 3권                                    | 1500. 남명천화상송증도가사실 (南明泉和尙頌證道歌事實)                    |
| 108  | 1248년                           | 대장도감 大藏都監                                          | 1개 3권                                    | 1405. 대장목록 (大藏目錄)                                                |
| 109  | 1251년                           | 수기 守其                                                  | 1개 30권                                   | 1402. 고려국 신조대장 교정별록 (高麗國新雕大藏校正別錄                   |

## 고려대장경 한역자(한역자별 고려대장경에 포함된 경전)
중국에서 불교 경전이 한역되어 지금까지 남겨진 것은 후한시대 AD 67년 중인도 사문 가섭마등과 축법란이 한역한 사십이장경부터이며,
고려대장경에는 후한시대부터 송나라 초기까지 한역된 경전들이 포함되어 있다.
고승전이나 개원석교록을 읽다보면, 붓다의 가르침을 전하기 위하여 중국에 들어와 활동했던 서역승려들이 번역을 한 경우가 많다.
번역한 고승들에 대한 기록을 보면, 하늘을 날아가거나, 한번 삼매에 들면 7일씩 입정에 들거나, 앞일을 알아 어려움을 피하게 하거나,
병든 사람을 낫게 하는 등 기적같은 일들을 펼쳐내는 등 학문뿐만 아니라 수행력인 높은 대단한 고승들이다.

한역은 1억개의 경구를 암송하는 승려들이 암송을 하면, 그 내용을 받아 적어 번역을 하는 경우도 있었고,
타클라마칸 사막이나 히말라야 산맥을 건너, 아주 먼 바닷길을 지나 중국에 들어온 경전을 번역하기도 한다.
인도에서 수천 Km를 걸어서 중국에 들어와서 중국어를 배워서 번역을 했으니, 그 과정이 대단하게 느껴진다.
한역 과정을 보면, 홀로 한역한 경우도 있지만, 국가차원에서 많은 승려와 번역가들이 참여한 경우도 종종 있다.
구마라집이나 현장이 한역하는 과정을 보면, 전국의 내노라하는 승려들이 수백명, 수천명이 참여하는 대대적인 학술모임의 형태를 띤다.
아래는 번역 시기별로 분류한 한역자별 한역경전수와 고려대장경에 포함된 경전수이다.
<표> 시대별로 보는 고려대장경 한역자(64~1072년 1000년의 한역사)
안씨는 안식국출신(고대 페르시아 지역, 현재 이란)
지씨는 주로 월지국출신(인도 북부에서 중국 둔황지역)
강씨는 주로 강거국출신
축씨는 천축국(인도) 출신이나 천축국 승려의 직계 제자
담씨는 담마, 다르마(Dhamma 법)

한역 경전수는 주로 개원석교록 참고, 고려대장경 포함 경전수는 불교학술원 참고
| 번호 | 중국활동시기 | 한역자 | 한역경전    | 고려대장경 포함 | 대표 한역글 (고려대장경 번호. 경전명)                                                                    |
| 1    | 67년         | 카샤파 마탕가 Kāśyapa Mātaṅga (迦葉摩騰, 가섭마등) 천축국 사문                                               | 1개 1권     | 1개 1권         | 778. 사십이장경 (四十二章經)                                                                             |
| 2    | 67년         | 다르마 락샤 Dharmarakṣa (法蘭 축법란) 천축국 사문                                                            | 5부 16권    | 1개 1권         | 778. 사십이장경 (四十二章經)                                                                             |
| 3    | 147년        | 로카세마 Lokakṣema (支婁迦懺, 지루가참) 월지국 사문                                                          | 23개 67권   | 12개 30권       | 67. 반주삼매경 (般舟三昧經)                                                                              |
| 4    | 147년        | 안세고 安世高 안식국 사문                                                                                    | 95개 115권  | 54개 59권       | 471. 불설불인삼매경 (佛說佛印三昧經)                                                                     |
| 5    | 181년        | 안현 安玄 안식국 우바새                                                                                      | 2개 3권     | 2개 2권         | 32. 법경경 (法鏡經)                                                                                      |
| 6    | 185년        | 지요 支曜 월지국 사문                                                                                        | 10개 11권   | 5개 5권         | 686. 불설 아나율팔념경 (佛說阿那律八念經)                                                                |
| 7    | 188년        | 엄불조 嚴佛調                                                                                                | 5개 8권     | 2개 2권         | 510. 불설 보살내습육바라밀경 (佛說菩薩內習六波羅蜜經)                                                    |
| 8    | 194년        | 강맹상 康孟詳 강거국 사문                                                                                    | 6개 9권     | 3개 5권         | 751. 사리불마하목련유사구경 (舍利弗摩訶目連遊四衢經)                                                     |
| 9    | 197년        | 축대력 竺大力 천축국 사문                                                                                    | 1개 2권     | 1개 2권         | 765. 수행본기경 (修行本起經)                                                                             |
| 10   | 207년        | 담과 曇果 가유라위국 사문                                                                                    | 1개 2권     | 1개 2권         | 663. 중본기경 (中本起經)                                                                                 |
| 11   | 223년        | 지겸 支謙 대월지국 우바새                                                                                    | 88개 118권  | 53개 73권       | 9. 대명도경 (大明度經)                                                                                   |
| 12   | 224년        | 유기난 維祇難, 障礙 천축국 사문                                                                              | 2개 6권     | 1개 2권         | 1021. 법구경 (法句經)                                                                                    |
| 13   | 224년        | 축율염 竺律炎 천축국 사문                                                                                    | 4개 6권     | 3개 4권         | 766. 마등가경 (摩登伽經)                                                                                 |
| 14   | 230년        | 지월 支越 |             | 1개 1권         | 998. 불설불의경 (佛說佛醫經)                                                                             |
| 15   | 251년        | 강승회 康僧會 강거국 사문                                                                                    | 7개 20권    | 2개 10권        | 206. 육도집경 (六度集經)                                                                                 |
| 16   | 252년        | 상가바르만 Saṅghavarman (康僧鎧 강승개)인도 사문                                                             | 3개 4권     | 2개 3권         | 26. 불설 무량수경 (佛說無量壽經)                                                                         |
| 17   | 254년        | 다르마사티아 Dharmasatya (曇諦 담제, 曇無諦, 法實) 안식국 사문                                               | 1개 1권     | 1개 1권         | 915. 갈마 (羯磨)                                                                                         |
| 18   | 266년        | 다르마락샤 Dharmarakṣa (竺法護 축법호, 燉煌三藏 돈황삼장, 竺曇摩羅刹 축담마라찰)월지국 사문                  | 175개 354권 | 93개 197권      | 4. 광찬경 (光讚經)                                                                                       |
| 19   | 281년        | 안법흠 安法欽 안식국 사문                                                                                    | 5개 16권    | 2개 11권        | 131. 불설 도신족무극변화경 (佛說道神足無極變化經)                                                        |
| 20   | 290년        | 백법조 白法祖 사문                                                                                           | 16개 18권   | 5개 6권         | 653. 불반니원경 (佛般泥洹經)                                                                             |
| 21   | 290년        | 법립 法立 사문                                                                                               | 4개 12권    | 3개 11권        | 1020. 법구비유경 (法句譬喩經)                                                                            |
| 22   | 290년        | 법거 法炬 사문                                                                                               | 40개 50권   | 27개 35권       | 662. 대루탄경 (大樓炭經)                                                                                 |
| 23   | 291년        | 목살라 Mokṣala (無羅叉 무라차) 우전국 사문                                                                   | 1개 30권    | 1개 20권        | 2. 방광반야바라밀경 (放光般若波羅蜜經)                                                                   |
| 24   | 300년 경     | 기타 미트라 Gītamitra (祇多蜜 기다밀, 謌友)서역 사문                                                         | 23개 45권   | 2개 3권         | 97. 불설보살십주경 (佛說菩薩十住經)                                                                      |
| 25   | 301년        | 지법도 支法度 사문                                                                                           | 4개 5권     | 2개 2권         | 228. 불설 서동자경 (佛說逝童子經)                                                                        |
| 26   | 306년        | 섭승원 聶承遠 청신사                                                                                         | 2개 3권     | 2개 3권         | 386. 불설 초일명삼매경 (佛說超日明三昧經)                                                                |
| 27   | 310년 경     | 야라엄 若羅嚴 천축국 사문                                                                                    | 1개 1권     | 1개 1권         | 857. 불설시비시경 (佛說時非時經)                                                                         |
| 28   | 310년        | 섭도진 攝道眞 청신사                                                                                         | 24개 36권   | 5개 5권         | 93. 제보살구불본업경 (諸菩薩求佛本業經)                                                                  |
| 29   | 322년        | 스리미트라 Śrīmitra (帛尸梨蜜多羅 백시리밀다라, 吉友) 왕자 출신의 서역 사문                                  | 3개 14권    | 1개 12권        | 174. 불설 관정칠만이천신왕호비구주경 (佛說灌頂七萬二千神王護比丘呪經)                                    |
| 30   | 343년        | 고타마 상가데바 Gautama Saṅghadeva (瞿曇 僧伽提婆 구담 승가제바, 衆天) 계빈국 사문                           | 7개 164권   | 5개 148권       | 649. 증일아함경 (增壹阿含經)                                                                             |
| 31   | 373년        | 지시륜 支施崙 월지 우바새                                                                                    | 4개 6권     | 1개 1권         | 362. 불설수뢰경 (佛說須賴經)                                                                             |
| 32   | 376년        | 축불념 竺佛念                                                                                                | 16개 205권  | 11개 192권      | 647. 불설 장아함경 (佛說長阿含經)                                                                        |
| 33   | 381년        | 다르마 락샤 Dharmarakṣa (竺曇無蘭 축담무란, 法正) 서역 사문                                                  | 61개 63권   | 24개 24권       | 254. 채화위왕상불수결호묘화경 (採花違王上佛授決號妙花經)                                                 |
| 34   | 382년        | 다르마 파리야 Dharmapariya (曇摩蜱 담마비, 法愛) 인도 사문                                                   | 1개 5권     | 1개 5권         | 5. 마하반야초경 (摩訶般若鈔經)                                                                           |
| 35   | 382년        | 쿠마라 붓디 Kumārabuddhi (鳩摩羅佛提 구마라불제, 童覺) 서역 사문                                             | 1개 2권     | 1개 2권         | 1019. 사아함모초 (四阿鋡暮抄)                                                                            |
| 36   | 385년        | 상가부티 Sanghabhuti (僧伽跋澄 승가발징, 衆現) 계빈국 사문                                                   | 3개 27권    | 3개 27권        | 985. 승가라찰소집경 (僧伽羅刹所集經)                                                                     |
| 37   | 391년        | 다르마난디 Dharmanandi (曇摩難提 담마난제, 法喜) 도거륵국 사문                                               | 5개 114권   | 1개 1권         | 1018. 아육왕태자법익괴목인연경 (阿育王太子法益壞目因緣經)                                                |
| 38   | 391년        | 혜원 慧遠 사문                                                                                               |             | 1개 4권         | 959. 아비담심론 (阿毘曇心論)                                                                             |
| 39   | 392년        | 칼로다카 Kālodaka (迦留陀伽 가류타가, 時水)(서역 사문)                                                       | 1개 1권     | 1개 1권         | 1009. 불설십이유경 (佛說十二遊經)                                                                        |
| 40   | 400년 경     | 성견(聖堅) 사문                                                                                              | 15개 24권   | 9개 11권        | 102. 불설나마가경 (佛說羅摩伽經)                                                                         |
| 41   | 401년이후    | 브르디마타 Vṛddhimata (筏提摩多 벌제마다)                                                                    |             | 1개 10권        | 1397. 석마하연론 (釋摩訶衍論)                                                                            |
| 42   | 402년        | 쿠마라지바 Kumārajīva (鳩摩羅什 구마라집, 童壽) 천축국 사문                                                  | 74개 384권  | 50개 336권      | 966. 성실론 (成實論)                                                                                     |
| 43   | 405년        | 붓다 야사스 Buddhayaśas (佛陀耶舍 불타야사, 覺名 覺稱) 계빈국 사문                                           | 6개 86권    | 6개 86권        | 896. 사분율 (四分律)                                                                                     |
| 44   | 408년        | 다르마 굽타 Dharmagupta (曇摩崛多 담마굴다)                                                                  |             | 1개 30권        | 969. 사리불아비담론 (舍利弗阿毘曇論)                                                                     |
| 45   | 408년        | 다르마 야사스 Dharmayaśas (曇摩耶舍 담마야사, 法稱) 계빈국 사문                                              | 3개 32권    | 2개 31권        | 969. 사리불아비담론 (舍利弗阿毘曇論)                                                                     |
| 46   | 413년        | 푸니아타라 Puṇyatara (弗若多羅 불야다라, 功德華) 계빈국 사문                                                 | 1개 61권    | 1개 61권        | 890. 십송율 (十誦律)                                                                                     |
| 47   | 413년        | 법중(法衆) 고창군 사문                                                                                       | 1개 4권     | 1개 4권         | 397. 대방등다라니경 (大方等陀羅尼經)                                                                     |
| 48   | 413년        | 비말락샤 Vimalākṣa (卑摩羅叉 비마라차, 無垢眼) 계빈국 사문                                                   | 2개 5권     | 1개 2권         | 890. 십송율 (十誦律)                                                                                     |
| 49   | 415년 경     | 법견 法堅 |             | 1개 1권         | 770. 불설아난분별경 (佛說阿難分別經)                                                                     |
| 50   | 416년        | 법현 法顯 사문                                                                                               | 8개 66권    | 5개 51권        | 889. 마하승기율 (摩訶僧祗律)                                                                             |
| 51   | 418년        | 다르막세마 Dharmakṣema (曇無讖 담무참, 法豊) 중인도 사문                                                     | 20개 169권  | 13개 156권      | 105. 대반열반경 (大般涅槃經)                                                                             |
| 52   | 418년        | 붓다 바드라 Buddhabhadra (佛陀跋陀羅 불타발타라, 覺賢) 가유라위국 사문                                       | 13부 125권  | 9개 117권       | 79. 대방광불화엄경 (大方廣佛華嚴經)                                                                      |
| 53   | 419년        | 난디 Nandī (竺難提 축난제) 서역 거사                                                                         | 3개 5권     | 1개 1권         | 353. 청관세음보살소복독해다라니주경 (請觀世音菩薩消伏毒害陀羅尼呪經)                                     |
| 54   | 421년        | 보운 寶雲 양주 사문                                                                                          | 5개 23권    | 3개 14권        | 71. 무진의보살경 (無盡意菩薩經)                                                                          |
| 55   | 423년        | 붓다 지바 Buddhajīva (佛陀什 불타집, 覺壽) 계빈국 사문                                                       | 3개 32권    | 2개 31권        | 901. 미사색오분계본(彌沙塞五分戒本)                                                                      |
| 56   | 423년        | 축도생 竺道生                                                                                                |             | 1개 30권        | 895. 미사색부화혜오분율 (彌沙塞部和醯五分律)                                                             |
| 57   | 424년        | 칼라 야사스 Kālayaśas (畺良耶舍 강량야사, 時稱) 서역 사문                                                    | 2개 2권     | 2개 2권         | 191. 불설관무량수불경 (佛說觀無量壽佛經)                                                                 |
| 58   | 427년        | 지엄 智嚴 | 10개 33권   | 4개 14권        | 71. 무진의보살경 (無盡意菩薩經)                                                                          |
| 59   | 431년        | 구나 바르만 Guņavarman (求那跋摩 구나발마, 功德鎧) 계빈국 사문                                               | 10개 18권   | 8개 16권        | 524. 보살선계경 (菩薩善戒經)                                                                             |
| 60   | 434년        | 상가 바르만 Saṅghavarman (僧伽跋摩 승가발마, 衆鎧) 인도 사문                                                 | 5개 24권    | 4개 23권        | 960. 잡아비담심론 (雜阿毘曇心論)                                                                         |
| 61   | 436년        | 구나 바드라 Guṇabhadra (求那跋陀羅 구나발타라, 功德賢) 중인도 사문                                           | 52개 134권  | 26개 100권      | 54. 승만사자후일승대방편방광경 (勝鬘師子吼一乘大方便方廣經)                                              |
| 62   | 437년        | 붓다 바르만 Buddhavarman (浮陀跋摩 부타발마, 覺鎧) 서역 사문                                                 | 1개 60권    | 1개 60권        | 951. 아비담비바사론 (阿毘曇毘婆沙論)                                                                     |
| 63   | 439년        | 도태 道泰 사문                                                                                               | 3개 64권    | 3개 64권        | 615. 대장부론 (大丈夫論)                                                                                 |
| 64   | 439년        | 법성 法盛 고창 사문                                                                                          | 1개 1권     | 1개 1권         | 512. 불설보살투신이아호기탑인연경 (佛說菩薩投身飴餓虎起塔因緣經)                                         |
| 65   | 441년        | 다르마 미트라 Dharmamitra (曇摩蜜多 담마밀다, 法秀) 계빈국 사문                                              | 12개 17권   | 7개 7권         | 1006. 오문선경요용법 (五門禪經要用法)                                                                    |
| 66   | 445년        | 혜각 慧覺 양주 사문                                                                                          | 1개 13권    | 1개 13권        | 983. 현우경(賢愚經)                                                                                      |
| 67   | 450년 경     | 선공 先公 | 2개 2권     | 2개 2권         | 182. 불설월등삼매경 (佛說月燈三昧經)                                                                     |
| 68   | 450년 경     | 법해 法海 | 2개 2권     | 1개 1권         | 540. 적조음소문경 (寂調音所問經)                                                                         |
| 69   | 452년        | 혜엄(慧嚴)                                                                                                   |             | 1개 36권        | 1403. 대반열반경 (大般涅槃經)                                                                            |
| 70   | 453년경      | 다르마 비크라마 Dharmavikrama (李法勇 이법용, 曇無竭 담무갈) 황룡국 사문                                     | 1개 1권     | 1개 1권         | 376. 관세음보살수기경 (觀世音菩薩授記經)                                                                 |
| 71   | 455년        | 저거경성(沮渠京聲)                                                                                           | 29개 30권   | 16개 17권       | 744. 치선병비요법 (治禪病秘要法)                                                                         |
| 72   | 457년        | 혜간(慧簡)                                                                                                   | 10개 10권   | 7개 7권         | 683. 불설 구담미기과경 (佛說瞿曇彌記果經)                                                                |
| 73   | 462년        | 현창 玄暢 |             | 1개 1권         | 326. 무량문파마다라니경 (無量門破魔陀羅尼經)                                                             |
| 74   | 462년        | 구나살라 Guṇaśala (功德直 공덕직) 서역 사문                                                                  | 2개 6권     | 2개 6권         | 60. 보살염불삼매경 (菩薩念佛三昧經)                                                                      |
| 75   | 465년        | 담요 曇曜 | 4개 21권    | 3개 20권        | 434. 대길의신주경 (大吉義神呪經)                                                                         |
| 76   | 472년        | 케카야 Kekaya(kiṁkārya) (吉迦夜 길가야, 何事) 서역 사문                                                      | 5개 21권    | 5개 21권        | 990. 부법장인연전 (付法藏因緣傳)                                                                         |
| 77   | 479년        | 상공 翔公 | 1개 2권     | 1개 2권         | 12. 불설유수보살무상청정분위경 (佛說濡首菩薩無上淸淨分衛經)                                              |
| 78   | 481년        | 다르마 가타야사스 Dharmagatayaśas (曇摩伽陀耶舍 담마가타야사, 法生稱) 중인도 사문                            | 1개 1권     | 1개 1권         | 114. 무량의경덕행품 (無量義經德行品)                                                                     |
| 79   | 488년        | 상가 바드라 Saṅghabhadra (僧伽跋陀羅 승가발타라, 衆賢) 서역 사문                                             | 1개 18권    | 1개 18권        | 937. 선견율비바사 (善見律毗婆沙)                                                                         |
| 80   | 492년        | 구나 브르디 Guņavŗddhi (求那毗地 구나비지, 德進) 중인도 사문                                                 | 3개 6권     | 2개 5권         | 987. 백유경 (百喩經)                                                                                     |
| 81   | 502년        | 담경 曇景 | 2개 4권     | 2개 4권         | 373. 마하마야경 (摩訶摩耶經)                                                                             |
| 82   | 503년        | 만드라세나 Mandrasena (曼陀羅仙 만다라선, 弱聲) 부남국 사문                                                  | 3개 11권    | 2개 9권         | 134. 보운경 (寶雲經)                                                                                     |
| 83   | 504년 경     | 다르마 보디 Dharmabodhi (達磨菩提 달마보리, 法覺)                                                            | 1개 1권     | 1개 1권         | 567. 열반론 (涅槃論)                                                                                     |
| 84   | 504년        | 다르마 루치 Dharmaruci (曇摩流支 담마류지, 法希, 法樂) 남인도 사문                                           | 3개 8권     | 2개 7권         | 81. 신력입인 법문경 (信力入印法門經)                                                                     |
| 85   | 508년        | 라트나마티 Ratnamati (勒那摩提 늑나마제, 寶意) 중인도 사문                                                   | 3개 9권     | 2개 5권         | 600. 구경일승보성론 (究竟一乘寶性論)                                                                     |
| 86   | 509년        | 보디루치 Bodhiruci (菩提留支 보리류지, 道希) 북인도 사문                                                     | 30개 105권  | 28개 100권      | 163. 대살차니건자소설경 (大薩遮尼乾子所說經)                                                             |
| 87   | 510년경      | 법장 法場 | 1개 1권     | 1개 1권         | 854. 변의장자자경 (辯意長者子經)                                                                         |
| 88   | 512년        | 상가팔라 Saṅghapāla (僧伽婆羅 승가바라, 衆鎧) 부남국 사문                                                    | 10개 32권   | 10개 32권       | 1013. 아육왕경 (阿育王經)                                                                                |
| 89   | 520년경      | 승랑 僧朗 | 1개 1권     | 1개 1권         | 561. 묘법연화경론우파제사 (妙法蓮華經論優波提舍)                                                         |
| 90   | 525년        | 붓다 산타 Buddhaśānta (佛陀扇多 불타선다, 覺定) 북인도 사문                                                  | 10개 11권   | 7개 8권         | 591. 섭대승론 (攝大乘論)                                                                                 |
| 91   | 535년        | 담림 曇林 |             | 1개 2권         | 563. 묘법연화경우파제사 (妙法蓮華經憂波提舍)                                                             |
| 92   | 541년        | 고타마 프라즈나루치 Gautama Prajñāruci (瞿曇般若流支 구담 반야류지, 智希) 중인도 바라내성 정지 종족 바라문   | 18개 92권   | 16개 90권       | 801. 정법염처경 (正法念處經)                                                                             |
| 93   | 541년        | 비목사 프라즈나 Vimokṣaprajñā (毗目智仙 비목지선) 북인도 오장국 사문                                         | 6개 8권     | 6개 8권         | 602. 업성취론 (業成就論)                                                                                 |
| 94   | 548년        | 파라마르타 Paramārtha (波羅末陀=眞諦 진제, 拘羅那他=親依 친의) 인도 우선니국 사문                            | 49개 142권  | 33개 119권      | 953. 아비달마구사석론 (阿毘達磨俱舍釋論)                                                                 |
| 95   | 557년        | 나렌드라 야사스 Narendrayaśas (那連提耶舍 나련제야사, 尊稱) 북인도 오장국 사문                               | 15개 74권   | 12개 37권       | 181. 월등삼매경 (月燈三昧經)                                                                             |
| 96   | 565년        | 우파수니아 Upaśūnya (月婆首那 월파수나, 高空) 중인도 우선니국 사문                                           | 5개 15권    | 3개 12권        | 8. 승천왕반야바라밀경 (勝天王般若波羅蜜經)                                                               |
| 97   | 565년        | 만천의 萬天懿                                                                                                | 1개 1권     | 1개 1권         | 335. 존승보살소문일체제법입무량문다라니경 (尊勝菩薩所問一切諸法入無量門陀羅尼經)                         |
| 98   | 570년        | 즈나나 야사스 Jñānayaśas (闍那耶舍 사나야사, 藏稱, 勝名) 중인도 마가타국 사문                                | 6개 15권    | 3개 4권         | 151. 대승동성경 (大乘同性經)                                                                             |
| 99   | 572년        | 야소 굽타 Yaśogupta (耶舍崛多 야사굴다, 稱藏) 우바국 사문                                                    | 3개 8권     | 1개 1권         | 309. 불설 십일면관세음신주경 (佛說十一面觀世音神呪經)                                                    |
| 100  | 582년        | 고타마 다르마프라즈나 Gautama Dharmaprajña (達磨闍那 달마사나, 瞿曇 法智 구담 법지) 중인도 바라날사국 우바새 | 1개 1권     | 1개 1권         | 805. 불위수가장자설업보차별경 (佛爲首迦長者說業報差別經)                                                 |
| 101  | 582년        | 비니타루치 Vinītaruci (毗尼多流支 비니다류지, 滅喜) 북인도 오장국 사문                                       | 2개 2권     | 2개 2권         | 148. 대승방광총지경 (大乘方廣摠持經)                                                                     |
| 102  | 591년        | 즈나나굽타 Jñānagupta (闍那崛多 사나굴다, 志德) 북인도 건달국 사문                                           | 43개 197권  | 36개 182권      | 802. 불본행집경 (佛本行集經)                                                                             |
| 103  | 593년        | 보디디파 Bodhidīpa (菩提燈 보리등) 외국 사문                                                                 | 1개 2권     | 1개 2권         | 421. 점찰선악업보경 (占察善惡業報經)                                                                     |
| 104  | 601년        | 다르마굽타 Dharmagupta (達摩笈多 달마급다, 法密, 法藏) 남인도 라라국 사문                                    | 11개 54권   | 10개 50권       | 585. 보리자량론 (菩提資糧論)                                                                             |
| 105  | 630년        | 프라바카라 미트라 Prabhākaramitra(Prabhāmitra) (波羅頗蜜多羅 파라파밀다라, 明知識, 朋友, 光智) 중인도 사문   | 3개 38권    | 3개 38권        | 78. 보성다라니경 (寶星陀羅尼經)                                                                          |
| 106  | 649년        | 지통 智通 수나라 사문                                                                                        | 4개 5권     | 4개 5권         | 292. 천안천비관세음보살다라니신주경 (千眼千臂觀世音菩薩陀羅尼神呪經)                                     |
| 107  | 650년 경     | 바가바드 다르마 Bhagavad dharma (伽梵達摩 가범달마, 尊法 존법) 인도 사문                                     | 1개 1권     | 1개 1권         | 294. 불설천수천안관세음보살광대원만무애대비심다라니경 (佛說千手千眼觀世音菩薩廣大圓滿無㝵大悲心陀羅尼經) |
| 108  | 654년        | 아티굽타 Atigupta (阿地瞿多 아지구다, 無極高) 중인도 사문                                                    | 1개 12권    | 1개 12권        | 308. 불설다라니집경 (佛說陀羅尼集經)                                                                     |
| 109  | 663년        | 나디 Nadi (布如烏伐耶 포여오벌야, 那提,나제, 福生) 중인도 사문                                               | 3개 3권     | 2개 2권         | 497. 사자장엄왕보살청문경 (師子莊嚴王菩薩請問經)                                                         |
| 110  | 663년        | 현장 玄奘 | 76개 1347권 | 74개 1315권     | 1. 대반야바라밀다경 (大般若波羅蜜多經)                                                                   |
| 111  | 665년        | 즈나나 바드라 Jñānabhadra (若那跋陀羅 야나발다라, 智賢) 남해 파릉국 사문                                     | 1개 2권     | 1개 2권         | 107. 대반열반경후분 (大般涅槃經後分)                                                                     |
| 112  | 676년        | 디바카라 Divākara (地婆訶羅 지바하라, 日照) 중인도 사문                                                      | 18개 34권   | 18개 34권       | 49. 대승현식경 (大乘顯識經)                                                                              |
| 113  | 679년        | 두행의 杜行顗                                                                                                | 1개 1권     | 1개 1권         | 321. 불정존승다라니경 (佛頂尊勝陀羅尼經)                                                                 |
| 114  | 683년        | 붓다팔리 Buddhapāli (佛陀波利 불타파리, 覺護) 계빈국 사문                                                    | 1개 1권     | 1개 1권         | 323. 불정존승다라니경 (佛頂尊勝陀羅尼經)                                                                 |
| 115  | 689년        | 데바 프라즈나 Devaprajñā (提雲般若 제운반야, 天智) 우전국 사문                                               | 7개 8권     | 7개 8권         | 639. 대승법계무차별론 (大乘法界無差別論)                                                                 |
| 116  | 692년        | 혜지 慧智 | 1개 1권     | 1개 1권         | 1031. 찬관세음보살송 (讚觀世音菩薩頌)                                                                    |
| 117  | 693년        | 붓다 트라타 Buddhatrāta (佛陀多羅 불타다라, 覺救) 계빈국 사문                                                | 1개 1권     | 1개 1권         | 400. 대방광원각수다라요의경 (大方廣圓覺修多羅了義經)                                                     |
| 118  | 693년        | 라트나친타 Ratnacinta (阿你真那 아니진나, 寶思惟 보사유) 북인도 가습밀라국 사문                              | 7개 9권     | 7개 9권         | 290. 불공견삭다라니자재왕주경 (不空羂索陀羅尼自在王呪經)                                                 |
| 119  | 700년        | 이무첨 (李無諂) 북인도 남파국 바라문                                                                         | 1개 1권     | 1개 1권         | 291. 불공견삭다라니경 (不空羂索陀羅尼經)                                                                 |
| 120  | 703년        | 의정 義淨 | 61개 259권  | 60개 258권      | 891. 근본설일체유부비나야 (根本說一切有部毗奈耶)                                                         |
| 121  | 704년        | 미트라 산타 Mitraśānta (彌陀山 미타산, 寂友) 도화라국 사문                                                   | 1개 1권     | 1개 1권         | 352. 무구정광대다라니경 (無垢淨光大陀羅尼經)                                                             |
| 122  | 704년        | 식사난다 Śikṣānanda (實叉難陀 실차난다, 喜學) 우전국 사문                                                    | 19개 107권  | 13개 100권      | 161. 대승입릉가경 (大乘入楞伽經)                                                                         |
| 123  | 705년        | 파라미티 Pāramiti (般剌蜜帝 반랄밀제)                                                                        |             | 1개 10권        | 426. 대불정여래밀인수증요의제보살만행수릉엄경 (大佛頂如來密因修證了義諸菩薩萬行首楞嚴經)                 |
| 124  | 713년        | 다르마 루치 Dharmaruci (Bodhiruci 보디루치) (達摩流支 달마류지 法希, 菩提流支 보리류지 覺愛) 남인도 사문     | 53개 114권  | 43개 104권      | 133. 불설보우경 (佛說寶雨經)                                                                             |
| 125  | 717년        | 수바카라심하 Śubhakarasiṁha (輸波迦羅 수파가라, 善無畏 선무외) 중인도 사문                                   |             | 5개 17권        | 427. 대비로자나성불신변가지경 (大毘盧遮那成佛神變加持經)                                                 |
| 126  | 721년        | 지엄 智嚴 | 4개 6권     | 4개 6권         | 331. 출생무변문다라니경 (出生無邊門陀羅尼經)                                                             |
| 127  | 723년        | 바즈라보디 Vajrabodhi (跋日羅菩리 발일라보리, 金剛智 금강지) 남인도 마뢰야국 사문                            | 8개 11권    | 8개 11권        | 315. 불설칠구지불모준제대명다라니경 (佛說七俱胝佛母准提大明陀羅尼經)                                     |
| 128  | 732년        | 아지타세나 Ajitasena (阿質達霰 아질달산)                                                                     |             | 3개 5권         | 1266. 대위력오추슬마명왕경 (大威力烏樞瑟摩明王經)                                                        |
| 129  | 738년        | 다르마 찬드라 Dharmacandra (法月 법월)                                                                       |             | 1개 1권         | 1267. 보변지장반야바라밀다심경 (普遍智藏般若波羅蜜多心經)                                                |
| 130  | 774년        | 아모가바즈라 Amoghavajra (不空 불공)                                                                         |             | 109개 151권     | 1280. 금강정경유가문수사리보살법 (金剛頂經瑜伽文殊師利菩薩法)                                            |
| 131  | 780년 경     | 웃팔라비르야 Utpalavīrya (勿提提犀魚 물제제서어)                                                             |             | 1개 1권         | 1386. 불설십력경 (佛說十力經)                                                                            |
| 132  | 790년        | 무니스리 Muniśrī (牟尼室利 모니실리)                                                                         |             | 1개 10권        | 1384. 수호국계주다라니경 (守護國界主陀羅尼經)                                                            |
| 133  | 790년        | 실라 다르마 Śīladharma (尸羅達摩 시라달마)                                                                   |             | 2개 10권        | 1388. 불설십지경 (佛說十地經)                                                                            |
| 134  | 790년        | 이언 利言 |             | 2개 2권         | 1383. 반야바라밀다심경 (般若波羅蜜多心經)                                                                |
| 135  | 798년        | 프라즈나 Prajña (반야, 般若)                                                                                 |             | 6개 70권        | 1262. 대방광불화엄경 (大方廣佛華嚴經)                                                                    |
| 136  | 981년        | 다르마 데바 Dharmadeva (법천, 法天)                                                                          |             | 44개 69권       | 1089. 불설대승성무량수결정광명왕여래다라니경 (佛說大乘聖無量壽決定光明王如來陀羅尼經)                    |
| 137  | 985년        | 다바 산타 Davaśānta (天息災,천식재)                                                                          |             | 18개 57권       | 1121. 보리행경 (菩提行經)                                                                                |
| 138  | 989년        | 다르마 바드라 Dharmabhadra (법현 法賢)                                                                       |             | 70개 108권      | 1220. 불설유가대교왕경 (佛說瑜伽大敎王經)                                                                |
| 139  | 1004년       | 다나 팔라 Dānapāla (시호 施護)                                                                               |             | 114개 247권     | 1423. 불설불모출생삼법장반야바라밀다경 (佛說佛母出生三法藏般若波羅蜜多經)                                |
| 140  | 1030년       | 유정 惟淨 |             | 5개 44권        | 1482. 대승중관석론 (大乘中觀釋論)                                                                        |
| 141  | 1050년 경    | 유정 惟政 |             | 1개 18권        | 1481. 불설해의보살소문정인법문경 (佛說海意菩薩所問淨印法門經)                                            |
| 142  | 1072년       | 다르마 락샤 Dharmarakṣa (법호 法護)                                                                          |             | 13개 141권      | 1488. 대승집보살학론 (大乘集菩薩學論)                                                                    |
| 143  | 1072년       | 수리아 야사스 Sūryayaśas (日稱 일칭)                                                                         |             | 8개 66권        | 1495. 복개정행소집경 (福蓋正行所)                                                                        |

## 고려대장경의 구성
붓다의 가르침은 초기 500년은 구전으로 암송되어 계승되다가, 스리랑카에서 기근과 전쟁의 위험으로 붓다의 가르침이 사라질까 염려되어 문자로 처음 기록되었듯이, 몽고와의 전쟁이 있었던 고려도 대대적으로 목판 대장경을 제작하고 그 목판을 국가차원에서 잘 보호하여서 이 땅에서 붓다의 가르침이 지속되는 계기가 되었다.
고려시대 처음 제작된 목판 대장경(초조장경)은 당나라 지승이 지은 개원석교록을 참고로 구성되었다. 지승은 50개 가까이 되는 옛문헌(역경 기록서)들을 비교 분석하여 가짜경전과 위경을 분류하였으며 그 과정을 세세히 밝히고 있어 그의 분류는 상당히 정확하다고 판단된다.
초조장경이 화재로 소실된 이후 다시 만들어진 재조장경(팔만대장경)은 초조장경에 일부 경전이 추가되어 제작되었다.
지승은 개원석교록에서 장경을 보살 3장(경,율,론), 성문 3장(경,율,론), 성현전기(붓다 이후 저술된 기록물) 등 3부분으로 분류하였으며, 고려대장경도 개원석교록과 같이 구성되었고, 1088번부터는 개원석교록에 포함되지 않는 추가된 경전들이 주가 된다.

#### Ⅰ. 보살삼장 (1~646번)

###### 1. 보살경 (1~522번)
1) 보살경 반야부 (1.대반야바라밀다경~21.마하 반야바라밀 대명주경)
2) 보살경 보적부 (22.대보적경~55.비야사문경)
3) 보살경 대집부 (56.대방등대집경~78.보성다라니경)
4) 보살경 화엄부 (79.대방광불화엄경~104.대방광불 화엄경 입법계품)
5) 보살경 열반부 (105.대반열반경~110.대비경)
6) 보살경 5대부외 중역(여러번 번역된 경전) (111.방광대장엄경~387.현겁경)
7) 보살경 단역 (388.대법거다라니경~522.삼품제자경)

###### 3. 보살대법장(론) (549~646)
1) 보살경 해석 (549.대지도론~ 569.전법륜경 우파제사)
2) 보살 집의론 (570.유가사지론~ 646.십이인연론)

#### Ⅱ. 성문삼장 (647~978)

###### 1. 성문경 (647~888)
1) 근본 4아함 (647.장아함경~651.별역잡아함경)
2) 아함 중 별역경 (652.대반열반경~758.국왕 불리선니 십몽경)
3) 소승경 중역(여러번 번역된 경전) (759.마등녀경~800.의족경)
4) 소승경 단역 (801.정법염처경~888.현자 오복덕경)

###### 3. 성문대법장(론)(943~978)
1) 유부근본 신족론(943.아비담 팔건도론~950.중사분 아비담론)
2) 유부급여지파론(951.아비담 비바사론~978.벽지불인연론)

## 고려대장경에서 만트라와 다라니가 포함된 경전
석가모니 부처님이 살던 시대는 브라만교가 발달했던 시기이다. 만트라는 고대 베다에서 그 기원이 있다고 해석하는 경우가 많다.
인도는 제사를 지내는 사제계급인 브라만, 왕족인 크샤트리아, 평민인 바이샤, 천민인 수드라 등 계급이 있는 사회였다.
부처님은 신분이나 성별의 차별을 두지 않았지만, 상수제자인 사리불과 목건련을 포함하여 많은 출가 제자들이 브라만(제사장) 출신이었고, 재가제자들도 상당수 브라만이었다.
초기경전을 보면 상당수의 브라만 수행자들과 질의 응답하는 장면들이 등장하는 것으로 보아 브라만의 문화가 불교와 접점이 많을 것으로 예상된다.
브라만들은 부처님의 가르침을 받아서 브라만교에 많이 접목하게 되고, 브라만 출신의 제자들은 브라만의 특성들을 불교에 많이 접목시켰을 것으로 예상해 볼 수 있다.
특히 브라만들은 신께 제사를 지내며 만트라(주문)을 외는 의례를 행하였는데, 이런 의식이 불교에 들어온 것일 수도 있고, 고타마 붓다가 브라만 문화에 사는 제자들을 위해서 그들에게 맞게 가르침을 준 것일 수도 있다.
불교에서 만트라를 외우는 행위는 잡념을 없애며, 정신 집중을 통해 깊은 삼매에 이르는 도구로 많이 활용된 것으로 보인다.
불교 경전에서는 다라니를 암송하는 것 자체로 보살과 붓다와 하나가 되거나 보호를 받는다고 설명되어 있다.
고려대장경에도 만트라(짧은 주문)와 다라니(긴 주문)가 포함된 경전이 400개가 넘는다.
고려대장경에는 다라니를 해석하는 경전도 포함되어 있는데, 옴이나 훔등의 소리에 담긴 의미와 다라니 문구(위대한 보살이 우리를 좋은 세상으로 인도하시네 등의 찬양)의 단어별 해석도 포함되어 있다.
<표> 고려대장경에서 만트라(다라니)가 포함된 경전
1) 1. 대반야바라밀다경 (大般若波羅蜜多經)
2) 13. 금강반야바라밀경 (金剛般若波羅蜜經)
3) 18. 실상반야바라밀경 (實相般若波羅蜜經)
4) 20. 반야바라밀다심경 (般若波羅蜜多心經)
5) 21. 마하반야바라밀대명주경(摩訶般若波羅蜜大明呪經)
6) 22. 대보적경 (大寶積經)
7) 43. 문수사리 소설 불사의불경계경 (文殊師利所說不思議佛境界經)
8) 56. 대방등대집경 (大方等大集經)
9) 57. 대승 대집 지장십륜경 (大乘大集地藏十輪經)
10) 58. 대방광십륜경 (大方廣十輪經)

11) 59. 대승대집경 (大乘大集經)
12) 61. 허공잉보살경(虛空孕菩薩經)
13) 62. 허공장보살경 (虛空藏菩薩經)
14) 63. 허공장보살신주경 (虛空藏菩薩神呪經 )
15) 64. 관허공장보살경(觀虛空藏菩薩經)
16) 78. 보성다라니경 (寶星陀羅尼經)
17) 116. 묘법연화경 (妙法蓮華經)
18) 117. 정법화경
18) 118. 첨품묘법연화경(添品妙法蓮華經)
19) 125. 대승비분다리경(大乘悲分陁利經)
20) 126. 비화경 悲華經

21) 127. 금광명최승왕경 (金光明最勝王經)
22) 128. 합부금광명경 (合部金光明經)
23) 129. 불설돈진다라소문여래삼매경(佛說伅眞陁羅所問如來三昧經)
24) 130. 대수긴나라왕소문경(大樹緊那羅王所問經)
25) 142. 지심범천소문경(持心梵天所問經)
26) 143. 사익범천소문경(思益梵天所問經)
27) 144. 승사유범천소문경(勝思惟梵天所問經)
28) 160. 입릉가경(入楞伽經)
29) 161. 대승입릉가경 (大乘入楞伽經)
30) 164. 대방등무상경(大方等無想經)

31) 165. 대운경청우품제육십사 (大雲經請雨品第六十四)
32) 166. 대운륜청우경 (大雲輪請雨經 )
33) 167. 대방등대운경청우품제육십사 (大方等大雲經請雨品第六十四)
34) 174. 불설관정칠만이천신왕호비구주경 (佛說灌頂七萬二千神王護比丘呪經)
35) 178. 약사유리광칠불본원공덕경 (藥師琉璃光七佛本願功德經)
36) 184. 불설무희망경(佛說無希望經)
37) 190. 후출아미타불게(後出阿彌陀佛偈)
38) 239. 방불경 (謗佛經)
39) 261. 불위승광천자설왕법경(佛爲勝光天子說王法經)
40) 287. 불공견삭신변진언경 (不空羂索神變眞言經)

41) 288. 불공견삭주경 (不空羂索呪經)
42) 289. 불공견삭신주심경 (不空羂索神呪心經)
43) 290. 불공견삭다라니자재왕주경 (不空羂索陀羅尼自在王呪經)
44) 291. 불공견삭다라니경 (不空羂索陀羅尼經)
45) 292. 천안천비관세음보살다라니신주경 (千眼千臂觀世音菩薩陀羅尼神呪經) Nīlakaṇṭha
46) 293. 천수천안관세음보살모다라니신경 (千手千眼觀世音菩薩姥陀羅尼身經)
47) 294. 불설천수천안관세음보살광대원만무애대비심다라니경 (佛說千手千眼觀世音菩薩廣大圓滿無㝵大悲心陀羅尼經)
48) 295. 관세음보살여의마니다라니경 (觀世音菩薩如意摩尼陀羅尼經)
49) 296. 관세음보살비밀장여의륜다라니신주경 (觀世音菩薩秘密藏如意輪陀羅尼神呪經)
50) 297. 불설관자재보살여의심다라니주경 (佛說觀自在菩薩如意心陀羅尼呪經)

51) 298. 여의륜다라니경 (如意輪陁羅尼經)
52) 299. 대방광보살장경중문수사리근본일자다라니경 (大方廣菩薩藏經中文殊師利根本一字陀羅尼經)
53) 300. 만수실리보살주장중일자주왕경 (曼殊室利菩薩呪藏中一字呪王經)
54) 301. 불설십이불명신주교량공덕제장멸죄경 (佛說十二佛名神呪挍量功德除障滅罪經)
55) 302. 불설칭찬여래공덕신주경 (佛說稱讚如來功德神呪經)
56) 303. 불설대공작주왕경 (佛說大孔雀呪王經)
57) 304. 공작왕주경 (孔雀王呪經)
58) 305. 대금색공작왕주경 (大金色孔雀王呪經)
59) 306. 불설대금색공작왕주경 (佛說大金色孔雀王呪經)
60) 307. 공작왕주경 (孔雀王呪經)

61) 307. 공작왕주경 (孔雀王呪經)
62) 308. 불설 다라니집경(佛說陀羅尼集經)
63) 309. 불설십일면관세음신주경 (佛說十一面觀世音神呪經)
64) 310. 십일면신주심경 (十一面神呪心經)
65) 311. 불설마리지천다라니주경 (佛說摩利支天陀羅尼呪經)
66) 312. 주오수 (呪五首)
67) 313. 천전다라니관세음보살주 (千轉陀羅尼觀世音菩薩呪)
68) 314. 불설칠구지불모심대준제다라니경 (佛說七俱胝佛母心大准提陀羅尼經)
69) 315. 불설칠구지불모준제대명다라니경 (佛說七俱胝佛母准提大明陀羅尼經)
70) 316. 육자신주경 (六字神呪經)

71) 317. 관자재보살수심주경 (觀自在菩薩隨心呪經)
72) 318. 종종잡주경 (種種雜呪經)
73) 319. 불설불정존승다라니경(佛說佛頂尊勝陀羅尼經)
74) 320. 불정최승다라니경 (佛頂最勝陀羅尼經)
75) 321. 불정존승다라니경 (佛頂尊勝陀羅尼經)
76) 322. 최승불정다라니정제업장주경 (最勝佛頂陀羅尼淨除業障呪經)
77) 323. 불정존승다라니경 (佛頂尊勝陀羅尼經)
78) 326. 무량문파마다라니경(無量門破魔陀羅尼經)
79) 329. 사리불다라니경 (舍利弗陀羅尼經)
80) 330. 불설일향출생보살경 (佛說一向出生菩薩經)

81) 331. 출생무변문다라니경 (出生無邊門陀羅尼經)
82) 332. 승당비인다라니경 (勝幢臂印陀羅尼經)
83) 333. 묘비인당다라니경 (妙臂印幢陀羅尼經)
84) 335. 존승보살소문일체제법입무량문다라니경 (尊勝菩薩所問一切諸法入無量門陀羅尼經)
85) 338. 여래방편선교주경 (如來方便善巧呪經)
86) 339. 불설화취다라니주경 (佛說花聚陀羅尼呪經)
87) 340. 불설사자분신보살소문경 (佛說師子奮迅菩薩所問經)
88) 340. 불설사자분신보살소문경 (佛說師子奮迅菩薩所問經)
89) 341. 불설육자신주왕경 (佛說六字神呪王經)
90) 342. 불설선법방편다라니경 (佛說善法方便陀羅尼經)

91) 343. 금강비밀선문다라니주경 (金剛秘密善門陀羅尼呪經)
92) 344. 불설화적다라니신주경 (佛說華積陀羅尼神呪經)
93) 345. 불설육자주왕경 (佛說六字呪王經)
94) 346. 허공장보살문칠불다라니주경 (虛空藏菩薩問七佛陀羅尼呪經)
95) 347. 불설지구신주경 (佛說持句神呪經)
96) 348. 불설다린니발경 (佛說陀隣尼鉢經)
97) 349. 동방최승등왕다라니경 (東方最勝燈王陀羅尼經)
98) 350. 동방최승등왕여래경 (東方最勝燈王如來經)
99) 351. 호명법문신주경 (護命法門神呪經)
100) 352. 무구정광대다라니경(無垢淨光大陀羅尼經)

101) 353. 청관세음보살소복독해다라니주경 (請觀世音菩薩消伏毒害陀羅尼呪經)
102) 373. 마하마야경 (摩訶摩耶經)
103) 379. 불설관약왕약상이보살경 (佛說觀藥王藥上二菩薩經)
104) 382. 최승문보살십주제구단결경(最勝問菩薩十住除垢斷結經)
105) 388. 대법거다라니경 (大法炬陀羅尼經)
106) 389. 대위덕다라니경 (大威德陀羅尼經)
107) 397. 대방등다라니경 (大方等陀羅尼經)
108) 405. 관찰제법행경(觀察諸法行經)
109) 406. 보살종도술천강신모태설광보경(菩薩從兜術天降神母胎說廣普經)
110) 412. 문수사리문경(文殊師利問經)

111) 422. 광대 보누각 선주 비밀 다라니경 (廣大寶樓閣善住秘密陀羅尼經)
112) 422. 광대보누각선주비밀다라니경 (廣大寶樓閣善住秘密陀羅尼經)
113) 423. 오불정삼매다라니경 (五佛頂三昧陀羅尼經)
114) 424. 대다라니말법중일자심주경 (大陀羅尼末法中一字心呪經)
115) 425. 일자불정륜왕경(一字佛頂輪王經)
116) 426. 대불정여래밀인수증요의제보살만행수릉엄경(大佛頂如來密因修證了義諸菩薩萬行首楞嚴經)
117) 427. 대비로자나성불신변가지경 (大毘盧遮那成佛神變加持經)
118) 428. 소바호동자청문경(蘇婆呼童子請問經)
119) 429. 금강정유가중략출염송경 (金剛頂瑜伽中略出念誦經)
120) 430. 모리만다라주경 (牟梨曼陀羅呪經)

121) 431. 소실지갈라공양법 (蘇悉地羯羅供養法)
122) 432. 소실지갈라경 (蘇悉地羯囉經)
123) 433. 칠불 팔보살 소설 대다라니 신주경 (七佛八菩薩所說大陀羅尼神呪經)
124) 434. 대길의신주경 (大吉義神呪經)
125) 435. 불설문수사리법보장다라니경 (佛說文殊師利法寶藏陀羅尼經)
126) 436. 금강광염지풍우다라니경(金剛光焰止風雨陀羅尼經)
127) 437. 불설안택신주경 (佛說安宅神呪經)
128) 439. 불설현사발다소설신주경 (佛說玄師颰陀所說神呪經)
129) 440. 불설호제동자다라니경 (佛說護諸童子陀羅尼經)
130) 441. 불설대보현다라니경 (佛說大普賢陁羅尼經)

131) 442. 아타바구귀신대장상불다라니신주경 (阿吒婆拘鬼神大將上佛陀羅尼神呪經)
132) 443. 아미타고음성왕다라니경 (阿彌陀鼓音聲王陀羅尼經)
133) 444. 제불심다라니경 (諸佛心陁羅尼經)
134) 445. 팔명보밀다라니경 (八名普密陁羅尼經)
135) 446. 발제고난다라니경 (拔濟苦難陀羅尼經)
136) 447. 육문다라니경(六門陀羅尼經)
137) 448. 지세다라니경 (持世陀羅尼經)
138) 449. 청정관세음보현다라니경 (淸淨觀世音普賢陁羅尼經)
139) 450. 불설대칠보다라니경 (佛說大七寶陁羅尼經)
140) 451. 육자대다라니주경 (六字大陀羅尼呪經)

141) 454. 불설수구즉득대자재다라니신주경 (佛說隨求卽得大自在陁羅尼神呪經)
142) 455. 불설일체공덕장엄왕경 (佛說一切功德莊嚴王經)
143) 456. 불설발제죄장주왕경 (佛說拔除罪障呪王經)
144) 457. 향왕보살다라니주경 (香王菩薩陁羅尼呪經)
145) 458. 불설장엄왕다라니주경 (佛說莊嚴王陀羅尼呪經)
146) 459. 불설선야경 (佛說善夜經)
147) 465. 금강정경만수실리보살오자심다라니품 (金剛頂經曼殊室利菩薩五字心陁羅尼品)
148) 467. 불설출생보리심경(佛說出生菩提心經)
149) 472. 관자재여의륜보살유가법요 (觀自在如意輪菩薩瑜伽法要)
150) 473. 허공장보살 능만제원 최승심다라니 구문지법 (虛空藏菩薩能滿諸願最勝心陀羅尼求聞持法)

151) 474. 불설구면연아귀다라니신주경 (佛說救面然餓鬼陀羅尼神呪經)
152) 475. 제불집회다라니경(諸佛集會陀羅尼經)
153) 476. 지거다라니경 (智炬陁羅尼經)
154) 477. 백천인다라니경 (百千印陁羅尼經)
155) 523. 보살지지경 (菩薩地持經)
156) 647.불설 장아함경(佛說長阿含經)
157) 744. 치선병비요법(治禪病秘要法)
158) 866. 불설요치병경 (佛說療痔病經)
159) 1051. 다라니잡집 (陀羅尼雜集)
160) 1052. 제경요집(諸經要集)

161) 1087. 집제경예참의(集諸經禮懺儀)
162) 1088. 불설대승장엄보왕경 (佛說大乘莊嚴寶王經)
163) 1089. 불설대승성무량수결정광명왕여래다라니경 (佛說大乘聖無量壽決定光明王如來陁羅尼經)
164) 1090. 불설성불모소자반야바라밀다경 (佛說聖佛母小字般若波羅蜜多經)
165) 1091. 최승불정다라니경 (最勝佛頂陀羅尼經)
166) 1092. 칠불찬패가타(七佛讚唄伽他)
167) 1093. 불설무능승번왕여래장엄다라니경 (佛說無能勝幡王如來莊嚴陀羅尼經)
168) 1094. 불설대승성길상지세다라니경 (佛說大乘聖吉祥持世陀羅尼經)
169) 1095. 대방광총지보광명경 (大方廣惣指寶光明經)
170) 1096. 불설수호대천국토경 (佛說守護大千國土經)

171) 1097. 불설출생일체여래법안변조대력명왕경 (佛說出生一切如來法眼徧照大力明王經)
172) 1102. 불설대호명대다라니경(佛說大護明大陀羅尼經)
173) 1104. 대한림성난라다라니경 (大寒林聖難拏陀羅尼經)
174) 1106. 성허공장보살다라니경 (聖虛空藏菩薩陀羅尼經)
175) 1107. 불정방무구광명입보문관찰일체여래심다라니경(佛頂放無垢光明入普門觀察一切如來心陀羅尼經)
176) 1108. 불설성최상등명여래다라니경 (佛說聖最上燈明如來陀羅尼經)
177) 1109. 소제일체섬전장난수구여의다라니경 (消除一切閃電障難隨求如意陀羅尼經)
178) 1110. 불설무능승대명왕다라니경 (佛說無能勝大明王陀羅尼經)
179) 1113 일체여래정법비밀협인심다라니경 (一切如來正法秘密篋印心陀羅尼經)
180) 1114. 식제중요다라니경 (息除中夭陀羅尼經)

181) 1120. 찬양성덕다라보살일백팔명경 (讚揚聖德多羅菩薩一百八名經)
182) 1122. 성관자재보살일백팔명경 (聖觀自在菩薩一百八名經)
183) 1125. 성지세다라니경(聖持世陀羅尼經)
184) 1130. 무능승대명심다라니경 (無能勝大明心陀羅尼經)
185) 1131. 성다라보살일백팔명다라니경 (聖多羅菩薩一百八名陀羅尼經)
186) 1134. 제불심인다라니경 (諸佛心印陀羅尼經)
187) 1136. 무능승대명다라니경(無能勝大明陀羅尼經)
188) 1137. 비구지보살일백팔명경 (毗俱胝菩薩一百八名經)
189) 1138. 대방광보살장 문수사리 근본의궤경 (大方廣菩薩藏文殊師利根本儀軌經)
190) 1139. 불설관상불모반야바라밀다보살경(佛說觀想佛母般若波羅密多菩薩經)

191) 1142. 불설보생다라니경 (佛說寶生陀羅尼經)
192) 1143. 불설연화안다라니경 (佛說蓮花眼陀羅尼經)
193) 1144. 불설대금강향다라니경 (佛說大金剛香陀羅尼經)
194) 1146. 불설일체여래안상삼매의궤경 (佛說一切如來安像三昧儀軌經)
195) 1148. 광대연화장엄만나라멸일체죄다라니경 (廣大蓮華莊嚴曼拏羅滅一切罪陀羅尼經)
196) 1149. 불설여의마니다라니경 (佛說如意摩尼陀羅尼經)
197) 1150. 대금강묘고산누각다라니 (大金剛妙高山樓閣陀羅尼)
198) 1151. 불설보현보살다라니경 (佛說普賢菩薩陀羅尼經)
199) 1152. 묘비보살소문경(妙臂菩薩所問經)
200) 1153. 불설보장신대명만나라의궤경 (佛說寶藏神大明曼拏羅儀軌經)

201) 1154. 불설성보장신의궤경 (佛說聖寶藏神儀軌經)
202) 1155. 일체여래대비밀왕미증유최상미묘대만나라경 (一切如來大秘密王未曾有最上微妙大曼拏羅經)
203) 1156. 불설대마리지보살경 (佛說大摩里支菩薩經)
204) 1157. 성무능승금강화다라니경 (聖無能勝金剛火陀羅尼經)
205) 1158. 불설성장엄다라니경 (佛說聖莊嚴陀羅尼經)
206) 1159. 불설화적누각다라니경 (佛說花積樓閣陀羅尼經)
207) 1160. 천전대명다라니경 (千轉大明陀羅尼經)
208) 1161. 불설지광멸일체업장다라니경 (佛說智光滅一切業障陀羅尼經)
209) 1162. 불설승번영락다라니경 (佛說勝幡瓔珞陀羅尼經)
210) 1164. 불설성대총지왕경 (佛說聖大總持王經)

211) 1165. 불설존승대명왕경 (佛說尊勝大明王經)
212) 1167. 불설지명장팔대총지왕경 (佛說持明藏八大總持王經)
213) 1168. 불설보현만나라경(佛說普賢曼拏羅經)
214) 1169. 불설최상의다라니경 (佛說最上意陀羅尼經)
215) 1170. 불설성육자대명왕다라니경 (佛說聖六字大明王陀羅尼經)
216) 1171-1. 불설대위덕금륜불정치성광여래소제일체재난다라니경 (佛說大威德金輪佛頂熾盛光如來消除一切災難陀羅尼經)
217) 1171-2. 불설치성광소재경(佛說盛光消災經)
218) 1175. 건치범찬(揵稚梵讚)
219) 1178. 불설문수사리일백팔명범찬 (佛說文殊師利一百八名梵讚)
220) 1180. 불설성요모다라니경 (佛說聖曜母陀羅尼經)

221) 1185. 불설비사문천왕경 (佛說毘沙門天王經)
222) 1186. 불설성관자재보살범찬(佛說聖觀自在菩薩梵讚)
223) 1187. 성다라보살범찬 (聖多羅菩薩梵讚)
224) 1188. 불설성최승다라니경 (佛說聖最勝陀羅尼經)
225) 1189. 불설변조반야바라밀경(佛說徧照般若波羅蜜經)
226) 1190. 불설제석반야바라밀다심경 (佛說帝釋般若波羅蜜多心經)
227) 1196. 성육자증수대명다라니경 (聖六字增壽大明陀羅尼經)
228) 1198. 증혜다라니경 (增慧陀羅尼經)
229) 1204. 불설일체여래오슬니사최승총지경 (佛說一切如來烏瑟膩沙最勝總持經)
230) 1208. 불설묘길상최승근본대교경 (佛說妙吉祥最勝根本大敎經)

231) 1210. 불설환화망대유가교십분노명왕대명관상의궤경 (佛說幻化綱大瑜伽敎十忿怒明王大明觀想儀軌經)
232) 1213. 불설지명장유가대교존나보살대명성취의궤경 (佛說持明藏瑜伽大敎尊那菩薩大明成就儀軌經)
233) 1215. 불설대승팔대만나라경 (佛說大乘八大曼拏羅經)
234) 1216. 나박나설구료소아질병경(囉嚩拏說救療小兒疾病經)
235) 1220. 불설유가대교왕경(佛說瑜伽大敎王經)
236) 1221. 불설대승관상만나라정제악취경 (佛說大乘觀想曼拏羅淨諸惡趣經)
237) 1222. 불설일체불섭상응대교왕경성관자재보살염송의궤 (佛說一切佛攝相應大敎王經聖觀自在菩薩念誦儀軌)
238) 1223. 성금강수보살일백팔명범찬 (聖金剛手菩薩一百八名梵讚)
239) 1224-1. 불설구지라다라니경 (佛說俱枳羅陀羅尼經)
240) 1224-10. 불설십팔비다라니경 (佛說十八臂陀羅尼經)

241) 1224-11. 불설낙차다라니경 (佛說洛叉陁羅尼經)
242) 1224-12. 불설벽제제악다라니경 (佛說辟除諸惡陁羅尼經)
243) 1224-2. 불설소제일체재장보계다라니경 (佛說消除一切災障寶髻陁羅尼經)
244) 1224-3. 불설묘색다라니경 (佛說妙色陁羅尼經)
245) 1224-4. 불설전단향신다라니경 (佛說栴檀香身陁羅尼經)
246) 1224-5. 불설발란나사박리대다라니경 (佛說鉢蘭那賖嚩哩大陁羅尼經)
247) 1224-6. 불설숙명지다라니경 (佛說宿命智陁羅尼經)
248) 1224-7. 불설자씨보살서원다라니경 (佛說慈氏菩薩誓願陀羅尼經)
249) 1224-8. 불설멸제오역죄대다라니경 (佛說滅除五逆罪大陁羅尼經)
250) 1224-9. 불설무량공덕다라니경 (佛說無量功德陀羅尼經)

251) 1226. 만수실리보살길상가타 (曼殊室利菩薩吉祥伽陀)
252) 1228-2. 팔대영탑범찬 (八大靈塔梵讚)
253) 1228-3. 삼신범찬 (三身梵讚)
254) 1230-1. 불설묘길상보살다라니 (佛說妙吉祥菩薩陀羅尼)
255) 1230-2. 불설무량수대지다라니 (佛說無量壽大智陁羅尼)
256) 1230-3. 불설숙명지다라니 (佛說宿命智陁羅尼)
257) 1230-4. 불설자씨보살다라니 (佛說慈氏菩薩陀羅尼)
258) 1230-5. 불설허공장보살다라니 (佛說虛空藏菩薩陀羅尼)
259) 1232. 불설무외다라니경 (佛說無畏陀羅尼經)
260) 1233. 불설대애다라니경 (佛說大愛陀羅尼經)

261) 1235. 불설성다라보살경 (佛說聖多羅菩薩經)
262) 1236. 불설연수묘문다라니경 (佛說延壽妙門陀羅尼經)
263) 1237. 불설비밀팔명다라니경(佛說秘密八名陀羅尼經)
264) 1238-1. 불설대길상다라니경 (佛說大吉祥陀羅尼經)
265) 1238-2. 불설보현다라니경 (佛說寶賢陀羅尼經)
266) 1239. 불설관자재보살모다라니경 (佛說觀自在菩薩母陀羅尼經)
267) 1241. 불설식제적난다라니경 (佛說息除賊難陀羅尼經)
268) 1242. 불설일체여래명호다라니경 (佛說一切如來名號陀羅尼經)
269) 1246. 불설선락장자경 (佛說善樂長者經)
270) 1251. 불설최상비밀나나천경 (佛說最上秘密那拏天經)

271) 1252. 불설제석소문경(佛說帝釋所問經)
272) 1256. 불설최상근본대락금강불공삼매대교왕경 (佛說最上根本大樂金剛不空三昧大敎王經)
273) 1265. 예적금강설신통대만다라니법술영요문 (穢跡金剛說神通大滿陀羅尼法術靈要門)
274) 1267. 보변지장반야바라밀다심경(普遍智藏般若波羅蜜多心經)
275) 1268. 금강정경유가수습비로자나삼마지법 (金剛頂經瑜伽修習毗盧遮那三摩地法)
276) 1269. 천수천안관세음보살대신주본 (千手千眼觀世音菩薩大身呪本)
277) 1270. 천수천안관자재보살광대원만무애대비심다라니주본 (千手千眼觀自在菩薩廣大圓滿無礙大悲心陀羅尼呪本)
278) 1271. 부동사자다라니비밀법 (不動使者陀羅尼秘密法)
279) 1272. 대승 유가 금강 성해 만수실리 천비천발 대교왕경 (大乘瑜伽金剛性海曼殊室利千臂千鉢大敎王經)
280) 1274. 금강정일체여래진실섭대승현증대교왕경 (金剛頂一切如來眞實攝大乘現證大敎王經)

281) 1275. 대락금강불공진실삼마야경 (大樂金剛不空眞實三摩耶經)
282) 1276. 불설대방광만수실리경 (佛說大方廣曼殊室利經)
283) 1277. 일자기특불정경 (一字奇特佛頂經)
284) 1278. 금강공포집회방광궤의관자재보살삼세최승심명왕경 (金剛恐怖集會方廣軌儀觀自在菩薩三世最勝心明王經)
285) 1279. 출생무변문다라니경 (出生無邊門陀羅尼經)
286) 1280. 금강정경유가문수사리보살법 (金剛頂經瑜伽文殊師利菩薩法)
287) 1281. 아리다라 다라니 아로력경 (阿唎多羅陀羅尼阿嚕力經)
288) 1284. 대길상천녀십이계일백팔명무구대승경 (大吉祥天女十二契一百八名無垢大乘經)
289) 1285. 저리삼매야부동존위노왕사자염송법 (底哩三昧耶不動尊威怒王使者念誦法)
290) 1286. 십일면관자재보살심밀언의궤경 (十一面觀自在菩薩心密言儀軌經)

291) 1287. 일체여래심비밀전신사리보협인다라니경 (一切如來心秘密全身舍利寶篋印陀羅尼經)
292) 1288. 불설 대길상천녀 십이명호경 (佛說大吉祥天女十二名號經)
293) 1290. 보리장소설일자정륜왕경 (菩提場所說一字頂輪王經)
294) 1292. 불설일체여래금강수명다라니경 (佛說一切如來金剛壽命陀羅尼經)
295) 1293. 불모대공작명왕경(佛母大孔雀明王經)
296) 1294. 대운륜청우경(大雲輪請雨經)
297) 1295. 불설우보다라니경(佛說雨寶陀羅尼經)
298) 1298. 대보광박누각선주비밀다라니경 (大寶廣博樓閣善住秘密陀羅尼經)
299) 1299. 보리장장엄다라니경(菩提場莊嚴陀羅尼經)
300) 1300. 제일체질병다라니경 (除一切疾病陀羅尼經)

301) 1301. 능정 일체안질병 다라니경 (能淨一切眼疾病陀羅尼經)
302) 1302. 불설구발염구아귀다라니경(佛說救拔焰口餓鬼陀羅尼經)
303) 1304-1. 팔대보살만다라경 (八大菩薩曼茶羅經)
304) 1305. 엽의관자재보살경(葉衣觀自在菩薩經)
305) 1306. 하리제모진언경 (訶利帝母眞言經)
306) 1307. 비사문천왕경 (毗沙門天王經)
307) 1308. 관자재보살설보현다라니경 (觀自在菩薩說普賢陀羅尼經)
308) 1308. 관자재보살설보현다라니경 (觀自在菩薩說普賢陀羅尼經)
309) 1310. 금강정연화부심염송의궤 (金剛頂蓮華部心念誦儀軌)
311) 1311. 금강정유가천수천안관자재보살수행의궤경 (金剛頂瑜伽千手千眼觀自在菩薩修行儀軌經)
312) 1312. 무량수여래관행공양의궤 無量壽如來觀行供養儀軌
313) 1313. 아촉여래염송공양법 (阿閦如來念誦供養法)
314) 1314. 불정존승다라니염송의궤법 (佛頂尊勝陀羅尼念誦儀軌法)
315) 1315. 금강정승초유가보현보살염송법 (金剛頂勝初瑜伽普賢菩薩念誦法)
316) 1316. 금강왕보살비밀염송의궤 (金剛王菩薩秘密念誦儀軌)
317) 1317. 보현금강살타약유가염송의궤 (普賢金剛薩埵略瑜伽念誦儀軌)
318) 1318. 금강정유가금강살타오비밀수행염송의궤 (金剛頂瑜伽金剛薩埵五秘密修行念誦儀軌)
319) 1319. 금강수명다라니염송법 (金剛壽命陀羅尼念誦法)
320) 1321. 일자 정륜왕 염송 의궤 (一字頂輪王念誦儀軌)
321) 1321. 일자정륜왕염송의궤 (一字頂輪王念誦儀軌)
322) 1322. 인왕반야염송법 (仁王般若念誦法)
323) 1323. 관자재보살여의륜염송의궤 (觀自在菩薩如意輪念誦儀軌)
324) 1324. 대허공장보살염송법 (大虛空藏菩薩念誦法)
325) 1325. 유가연화부염송법(瑜伽蓮華部念誦法)
326) 1326. 감로군다리보살공양염송성취의궤(甘露軍茶利菩薩供養念誦成就儀軌)
327) 1327. 성관자재보살심진언유가관행의궤(聖觀自在菩薩心眞言瑜伽觀行儀軌)
328) 1328. 금강정경다라보살염송법 (金剛頂經多羅菩薩念誦法)
329) 1329. 대방광불화엄경입법계품사십이자관문(大方廣佛華嚴經入法界品四十二字觀門)
330) 1331. 수보리심계의(受菩提心戒儀)
331) 1333. 대락금강불공 진실삼매야경 반야바라밀다 이취석 (大樂金剛不空眞實三昧耶經般若波羅蜜多理趣釋)
332) 1335. 금강정유가호마의궤 (金剛頂瑜伽護摩儀軌)
333) 1336. 도부다라니목 (都部陀羅尼目)
334) 1338. 칠구지불모소설준제다라니경 (七俱胝佛母所說准提陀羅尼經)
335) 1339. 대집 대허공장보살 소문경 (大集大虛空藏菩薩所問經)
336) 1340. 인왕호국반야바라밀다경 (仁王護國般若波羅蜜多經)
337) 1342. 인왕호국반야바라밀다경다라니염송의궤 (仁王護國般若波羅蜜多經陀羅尼念誦儀軌)
338) 1343. 성취묘법연화경왕유가관지의궤 (成就妙法蓮華經王瑜伽觀智儀軌)
339) 1345. 오자다라니경 (五字陀羅尼經)
340) 1346. 금강정승초유가경중략출대락금강살타염송의 (金剛頂勝初瑜伽經中略出大樂金剛薩埵念誦義)
341) 1347. 대락금강살타수행성취의궤 (大樂金剛薩埵修行成就儀軌)
342) 1348. 대락차녀환희모병애자성취법 (大樂叉女歡喜母幷愛子成就法)
343) 1349. 보편광명청정치성여의보인심무능승대명왕대수구다라니경 (普遍光明淸淨熾盛如意寶印心無能勝大明王大隨求陀羅尼經)
344) 1350. 금강정초승삼계경설문수오자진언승상 (金剛頂超勝三界經說文殊五字眞言勝相)
345) 1351. 성염만덕가위노왕입성대신험염송법 (聖閻曼德迦威怒王立成大神驗念誦法)
346) 1352. 문수사리보살 근본대교왕경 금시조왕품 (文殊師利菩薩根本大敎王經金翅鳥王品)
347) 1353. 불공견삭 비로자나불 대관정 광진언 (不空羂索毘盧遮那佛大灌頂光眞言)
348) 1354. 불설마리지천보살 다라니경 (佛說摩利支天菩薩陁羅尼經)
349) 1355. 성가니분노금강동자보살성취의궤경 (聖迦抳忿怒金剛童子菩薩成就儀軌經)
350) 1356. 대위노오추삽마의궤경 (大威怒烏篘澁麽儀軌經)
351) 1358. 금강정경일자정륜왕유가일체시처염송성불의궤 (金剛頂經一字頂輪王瑜伽一切時處念誦成佛儀軌)
352) 1360. 불설일계존다라니경 (佛說一髻尊陀羅尼經)
353) 1361. 속질립험마혜수라천설아미사법 (速疾立驗魔醯首羅天說阿尾奢法)
354) 1362. 대일경약섭염송수행법 (大日經略攝念誦隨行法)
355) 1363. 금강정경유가 문수사리보살 공양의궤 (金剛頂經瑜伽文殊師利菩薩供養儀軌)
356) 1364. 대비로자나성불 신변가지경 약시칠지염송수행법 (大毗盧遮那成佛神變加持經略示七支念誦隨行法)
357) 1365. 만수실리동자보살 오자유가법 (曼殊室利童子菩薩五字瑜伽法)
358) 1366. 금강정 항삼세 대의궤법 왕교중 관자재보살 심진언 일체여래 연화 대만나라품 (金剛頂降三世大儀軌法王敎中觀自在菩薩心眞言一切如來蓮華大曼拏■品)
359) 1368. 금강정경 관자재왕여래 수행법 (金剛頂經觀自在王如來修行法)
360) 1371. 수습반야바라밀보살관행염송의궤 (修習般若波羅蜜菩薩觀行念誦儀軌)
361) 1372. 금륜왕불정요약염송법 (金輪王佛頂要略念誦法)
362) 1373. 인왕반야다라니석 (仁王般若陀羅尼釋)
363) 1374. 관자재대비성취유가연화부염송법문 (觀自在大悲成就瑜伽蓮華部念誦法門)
364) 1375. 불설대공작명왕화상단장의궤 (佛說大孔雀明王畵像壇場儀軌)
365) 1376. 금강수광명관정경최승입인성무동존대위노왕염송의궤법품 (金剛手光明灌頂經最勝立印聖無動尊大威怒王念誦儀軌法品)
366) 1377. 말리지제바화만경 (末利支提婆華鬘經)
367) 1378. 대성천환희쌍신비나야가법 (大聖天歡喜雙身毗那夜迦法)
368) 1379. 관자재보살여의륜유가 (觀自在菩薩如意輪瑜伽)
369) 1380. 금강정유가항삼세성취극심밀문 (金剛頂瑜伽降三世成就極深密門)
370) 1381. 대승이취육바라밀다경 (大乘理趣六波羅蜜多經)
371) 1383. 반야바라밀다심경(般若波羅蜜多心經)
372) 1384. 수호국계주다라니경 (守護國界主陀羅尼經)
373) 1385. 대승본생심지관경(大乘本生心地觀經)
374) 1387. 불설 회향륜경 (佛說廻向輪經)
375) 1403. 대반열반경(大般涅槃經)
376) 1406. 법원주림(法苑珠林)
377) 1416. 불설제석암비밀성취의궤 (佛說帝釋巖秘密成就儀軌)
378) 1416. 불설제석암비밀성취의궤(佛說帝釋巖秘密成就儀軌)
379) 1418. 불설일체여래금강삼업최상비밀대교왕경 (佛說一切如來金剛三業最上秘密大敎王經)
380) 1419. 불설최승묘길상근본지최상비밀일체명의삼마지분 (佛說最勝妙吉祥根本智最上秘密一切名義三摩地分)
381) 1420. 제교결정명의론(諸敎決定名義論)
382) 1425. 불설대승불사의신통경계경 (佛說大乘不思議神通境界經)
383) 1426. 불설발보리심파제마경 (佛說發菩提心破諸魔經)
384) 1427. 불설성불모반야바라밀다경(佛說聖佛母般若波羅蜜多經)
385) 1434. 불설무이평등최상유가대교왕경 (佛說無二平等最上瑜伽大敎王經)
386) 1436. 불설불모반야바라밀다대명관상의궤 (佛說佛母般若波羅蜜多大明觀相儀軌)
387) 1437. 불설광명동자인연경(佛說光明童子因緣經)
388) 1439. 불설보대다라니경 (佛說寶帶陀羅尼經) Mekhalādhāraṇī
389) 1440. 불설금신다라니경(佛說金身陀羅尼經)
390) 1442. 불설금강장장엄반야바라밀다교중일분 (佛說金剛場莊嚴般若波羅蜜多敎中一分)
391) 1452. 일체비밀최상명의대교왕의궤 (一切秘密最上名義大敎王儀軌)
392) 1454. 불설비밀삼매대교왕경 (佛說秘密三昧大敎王經)
393) 1455. 성팔천송반야바라밀다일백팔명진실원의다라니경 (聖八千頌般若波羅蜜多一百八名眞實圓義陀羅尼經)
394) 1456. 불설성관자재보살불공왕비밀심다라니경 (佛說聖觀自在菩薩不空王秘密心陀羅尼經)
395) 1457. 불설시일체무외다라니경 (佛說施一切無畏陀羅尼經)
396) 1462. 불설비밀상경 (佛說秘密相經)
397) 1465. 금광명경 (金光明經)
398) 1466. 불설일체여래진실섭대승현증삼매대교왕경 (佛說一切如來眞實攝大乘現證三昧大敎王經)
399) 1472. 불설수용존자경(佛說隨勇尊者經)
400) 1481. 불설해의보살소문정인법문경 (佛說海意菩薩所問淨印法門經)
401) 1486. 불설 여래부사의비밀대승경 (佛說如來不思議秘密大乘經)
402) 1488. 대승집보살학론 (大乘集菩薩學論)

## 영향
대장경의 제작은 고려의 국가적인 대사업이었으므로 재정적 부담이 막심하였다. 그러나 인쇄술의 발달과 출판기술의 발전에 큰 공을 하였다.
현재 고려대장경은 유네스코에 등재된 전 세계 목판 3개 중 한 가지이다.

## 같이 보기
- 해인사 대장경판
- 고려-요 전쟁
- 고려-몽골 전쟁
- 다이쇼 신수 대장경